# Lista över numrerade kometer
Detta är en lista över numrerade kometer. Den innehåller periodiska kometer som numrerades av Minor Planet Center (MPC) efter att ha observerats vid minst två tillfällen. Nya numreringar tillkommer kontinuerligt och en lista över dem uppdateras på MPC:s hemsida. En del kometnumreringar saknas dock i den senast publicerade listan (16 juli 2023) men är sökbara i Small-body database lookup på Solar system dynamics hemsida. Omloppsperioderna för kometerna i denna artikels lista varierar från 3,2 till 366 år. Det finns för närvarande över 400 numrerade kometer varav de flesta är medlemmar av Jupiter-familjen (Jupiter-family comet, JFC). Det finns också över 30 kometer av Encke-typ (Encke-type comet, ETC), 14 kometer av Halley-typ (Halley-typ comet, HTC), fem kometer av Chiron-typ (Chiron-type comet, CTC) och en långperiodisk komet (nummer 153P). Ungefär en tredjedel av dessa är jordnära kometer. Dessutom klassificeras åtta numrerade kometer huvudsakligen som mindre planeter, kometer i huvudbältet, två Centaurer (CEN) och en Apollo-asteroid. De uppvisar egenskaper som återfinns hos både asteroider och kometer.
Rotationskrafter och flyktiga ämnen från kometen kan ibland leda till att den går sönder och delas i två eller flera delar. Ett extremt exempel på detta är 73P/Schwassmann–Wachmann, som gick sönder i över 50 delar under sitt perihelium 1995.

## Lista
| Beteckning                                               | Upptäckare eller namne                 | Siderisk omloppstid (år) | Halv storaxel (AE) | Banlutning (grader) | Excentricitet | Bolometrisk eller absolut magnitud (M1) | Klass            | Jordnära | Ref. |
| -------------------------------------------------------- | -------------------------------------- | ------------------------ | ------------------ | ------------------- | ------------- | --------------------------------------- | ---------------- | -------- | --- |
| 1P/Halley                                                | E. Halley                              | 75,32                    | 17,834             | 162,26              | 0,967         | 5,5                                     | HTC              | ✔        | NASA JPL Small-Body Database Browser on Lista över numrerade kometer                                              |
| 2P/Encke                                                 | J. Encke                               | 3,30                     | 2,215              | 11,782              | 0,848         | 15,5                                    | ETC              | ✔        | NASA JPL Small-Body Database Browser on Lista över numrerade kometer                                              |
| 3D/Biela                                                 | W. Biela                               | 6,65                     | 3,535              | 13,216              | 0,751         | 7,1                                     | JFC              | ✔        | NASA JPL Small-Body Database Browser on Lista över numrerade kometer                                              |
| 4P/Faye                                                  | Faye                                   | 7,52                     | 3,838              | 9,070               | 0,570         | 10,9                                    | JFC              | ✘        | NASA JPL Small-Body Database Browser on Lista över numrerade kometer                                              |
| 5D/Brorsen                                               | T. Brorsen                             | 5,46                     | 3,101              | 29,382              | 0,810         | 8,3                                     | JFC              | ✔        | NASA JPL Small-Body Database Browser on Lista över numrerade kometer                                              |
| 6P/d'Arrest                                              | H. d'Arrest                            | 6,56                     | 3,504              | 19,482              | 0,611         | 14,8                                    | JFC              | ✘        | NASA JPL Small-Body Database Browser on Lista över numrerade kometer                                              |
| 7P/Pons–Winnecke                                         | J.-L. Pons F. Winnecke                 | 6,37                     | 3,436              | 22,296              | 0,634         | 15,4                                    | JFC              | ✔        | NASA JPL Small-Body Database Browser on Lista över numrerade kometer                                              |
| 8P/Tuttle                                                | H. Tuttle                              | 13,61                    | 5,701              | 54,983              | 0,820         | 12,3                                    | JFC              | ✔        | NASA JPL Small-Body Database Browser on Lista över numrerade kometer                                              |
| 9P/Tempel (Tempel 1)                                     | W. Tempel                              | 5,58                     | 3,146              | 10,474              | 0,510         | 12,4                                    | JFC              | ✘        | NASA JPL Small-Body Database Browser on Lista över numrerade kometer                                              |
| 10P/Tempel (Tempel 2)                                    | W. Tempel                              | 5,37                     | 3,066              | 12,024              | 0,536         | 14,1                                    | JFC              | ✘        | NASA JPL Small-Body Database Browser on Lista över numrerade kometer                                              |
| 11P/Tempel–Swift–LINEAR                                  | W. Tempel L. Swift LINEAR              | 6,23                     | 3,387              | 14,018              | 0,557         | 17,1                                    | JFC              | ✘        | NASA JPL Small-Body Database Browser on Lista över numrerade kometer                                              |
| 12P/Pons–Brooks                                          | J.-L. Pons W. Brooks                   | 70,06                    | 16,995             | 74,704              | 0,954         | 5.                                      | HTC              | ✔        | NASA JPL Small-Body Database Browser on Lista över numrerade kometer                                              |
| 13P/Olbers                                               | H. Olbers                              | 69,52                    | 16,907             | 44,610              | 0,930         | 5.                                      | HTC              | ✔        | NASA JPL Small-Body Database Browser on Lista över numrerade kometer                                              |
| 14P/Wolf                                                 | M. F. Wolf                             | 8,75                     | 4,247              | 27,943              | 0,357         | 15,7                                    | JFC              | ✘        | NASA JPL Small-Body Database Browser on Lista över numrerade kometer                                              |
| 15P/Finlay                                               | W. Finlay                              | 6,51                     | 3,487              | 6,804               | 0,720         | 10,3                                    | JFC              | ✔        | NASA JPL Small-Body Database Browser on Lista över numrerade kometer                                              |
| 16P/Brooks (Brooks 2)                                    | W. Brooks                              | 6,15                     | 3,358              | 4,261               | 0,563         | 12,6                                    | JFC              | ✘        | NASA JPL Small-Body Database Browser on Lista över numrerade kometer                                              |
| 17P/Holmes                                               | E. Holmes                              | 6,89                     | 3,619              | 19,092              | 0,432         | 8,9                                     | JFC              | ✘        | NASA JPL Small-Body Database Browser on Lista över numrerade kometer                                              |
| 18D/Perrine–Mrkos                                        | Perrine A. Mrkos                       | 6,72                     | 3,560              | 17,759              | 0,643         | 11,5                                    | JFC              | ✔        | NASA JPL Small-Body Database Browser on Lista över numrerade kometer                                              |
| 19P/Borrelly                                             | A. Borrelly                            | 6,86                     | 3,610              | 30,313              | 0,623         | 8,2                                     | JFC              | ✘        | NASA JPL Small-Body Database Browser on Lista över numrerade kometer                                              |
| 20D/Westphal                                             | J. Westphal                            | 61,87                    | 15,642             | 40,890              | 0,920         | 8,8                                     | HTC              | ✔        | NASA JPL Small-Body Database Browser on Lista över numrerade kometer                                              |
| 21P/Giacobini–Zinner                                     | M. Giacobini E. Zinner                 | 6,55                     | 3,500              | 32,003              | 0,710         | 13,1                                    | JFC              | ✔        | NASA JPL Small-Body Database Browser on Lista över numrerade kometer                                              |
| 22P/Kopff                                                | A. Kopff                               | 6,43                     | 3,458              | 4,724               | 0,544         | 12,1                                    | JFC              | ✘        | NASA JPL Small-Body Database Browser on Lista över numrerade kometer                                              |
| 23P/Brorsen–Metcalf                                      | T. Brorsen J. H. Metcalf               | 70,52                    | 17,069             | 19,334              | 0,972         | 7,8                                     | HTC              | ✔        | NASA JPL Small-Body Database Browser on Lista över numrerade kometer                                              |
| 24P/Schaumasse                                           | A. Schaumasse                          | 8,26                     | 4,086              | 11,734              | 0,705         | 12,0                                    | JFC              | ✔        | NASA JPL Small-Body Database Browser on Lista över numrerade kometer                                              |
| 25D/Neujmin (Neujmin 2)                                  | G. N. Neujmin                          | 5,43                     | 3,089              | 10,639              | 0,567         | 12,5                                    | JFC              | ✘        | NASA JPL Small-Body Database Browser on Lista över numrerade kometer                                              |
| 26P/Grigg–Skjellerup                                     | J. Grigg J. Skjellerup                 | 5,31                     | 3,043              | 22,356              | 0,633         | 15,1                                    | JFC              | ✔        | NASA JPL Small-Body Database Browser on Lista över numrerade kometer                                              |
| 27P/Crommelin                                            | A. Crommelin                           | 28,07                    | 9,236              | 28,967              | 0,919         | 12,8                                    | HTC              | ✔        | NASA JPL Small-Body Database Browser on Lista över numrerade kometer                                              |
| 28P/Neujmin (Neujmin 1)                                  | G. N. Neujmin                          | 18,21                    | 6,923              | 14,378              | 0,774         | 13,2                                    | JFC              | ✘        | NASA JPL Small-Body Database Browser on Lista över numrerade kometer                                              |
| 29P/Schwassmann–Wachmann (Schwassmann-Wachmann 1)        | A. Schwassmann A. Wachmann             | 14,68                    | 5,994              | 9,385               | 0,045         | 8,6                                     | JFC              | ✘        | NASA JPL Small-Body Database Browser on Lista över numrerade kometer                                              |
| 30P/Reinmuth (Reinmuth 1)                                | K. Reinmuth                            | 7,33                     | 3,774              | 8,126               | 0,502         | 13,6                                    | JFC              | ✘        | NASA JPL Small-Body Database Browser on Lista över numrerade kometer                                              |
| 31P/Schwassmann–Wachmann (Schwassmann–Wachmann 2)        | A. Schwassmann A. Wachmann             | 8,74                     | 4,243              | 4,547               | 0,193         | 5,1                                     | JFC              | ✘        | NASA JPL Small-Body Database Browser on Lista över numrerade kometer                                              |
| 32P/Comas Solà                                           | J. Comas Solà                          | 9,58                     | 4,510              | 9,969               | 0,555         | 11,0                                    | JFC              | ✘        | NASA JPL Small-Body Database Browser on Lista över numrerade kometer                                              |
| 33P/Daniel                                               | Z. Daniel                              | 8,09                     | 4,030              | 22,386              | 0,462         | 11,9                                    | JFC              | ✘        | NASA JPL Small-Body Database Browser on Lista över numrerade kometer                                              |
| 34D/Gale                                                 | W. Gale                                | 11,00                    | 4,944              | 11,728              | 0,761         | 10,5                                    | JFC              | ✔        | NASA JPL Small-Body Database Browser on Lista över numrerade kometer                                              |
| 35P/Herschel–Rigollet                                    | C. Herschel R. Rigollet                | 155,00                   | 28,844             | 64,207              | 0,974         | 8,3                                     | HTC              | ✔        | NASA JPL Small-Body Database Browser on Lista över numrerade kometer                                              |
| 36P/Whipple                                              | F. L. Whipple                          | 8,51                     | 4,167              | 9,933               | 0,259         | 11,1                                    | JFC              | ✘        | NASA JPL Small-Body Database Browser on Lista över numrerade kometer                                              |
| 37P/Forbes                                               | A. Forbes                              | 6,42                     | 3,456              | 8,962               | 0,534         | 11,5                                    | JFC              | ✘        | NASA JPL Small-Body Database Browser on Lista över numrerade kometer                                              |
| 38P/Stephan–Oterma                                       | E. Stephan L. Oterma                   | 37,93                    | 11,289             | 18,353              | 0,859         | 11,5                                    | HTC              | ✘        | NASA JPL Small-Body Database Browser on Lista över numrerade kometer                                              |
| 39P/Oterma                                               | L. Oterma                              | 19,38                    | 7,214              | 1,951               | 0,243         | 5.                                      | CTC              | ✘        | NASA JPL Small-Body Database Browser on Lista över numrerade kometer                                              |
| 40P/Väisälä (Väisälä 1)                                  | Y. Väisälä                             | 10,98                    | 4,940              | 11,493              | 0,632         | 11,7                                    | JFC              | ✘        | NASA JPL Small-Body Database Browser on Lista över numrerade kometer                                              |
| 41P/Tuttle–Giacobini–Kresák                              | H. P. Tuttle M. Giacobini L. Kresák    | 5,42                     | 3,085              | 9,229               | 0,661         | 15,3                                    | JFC              | ✔        | NASA JPL Small-Body Database Browser on Lista över numrerade kometer                                              |
| 42P/Neujmin (Neujmin 3)                                  | G. N. Neujmin                          | 10,77                    | 4,876              | 3,985               | 0,584         | 13,2                                    | JFC              | ✘        | NASA JPL Small-Body Database Browser on Lista över numrerade kometer                                              |
| 43P/Wolf–Harrington                                      | M. F. Wolf R. Harrington               | 6,13                     | 3,350              | 15,972              | 0,595         | 8,6                                     | JFC              | ✘        | NASA JPL Small-Body Database Browser on Lista över numrerade kometer                                              |
| 44P/Reinmuth (Reinmuth 2)                                | K. Reinmuth                            | 7,10                     | 3,693              | 5,895               | 0,427         | 13,5                                    | JFC              | ✘        | NASA JPL Small-Body Database Browser on Lista över numrerade kometer                                              |
| 45P/Honda–Mrkos–Pajdušáková                              | M. Honda A. Mrkos L. Pajdušáková       | 5,26                     | 3,025              | 4,248               | 0,824         | 15,1                                    | JFC              | ✔        | NASA JPL Small-Body Database Browser on Lista över numrerade kometer                                              |
| 46P/Wirtanen                                             | C. A. Wirtanen                         | 5,44                     | 3,093              | 11,748              | 0,659         | 16,5                                    | JFC              | ✔        | NASA JPL Small-Body Database Browser on Lista över numrerade kometer                                              |
| 47P/Ashbrook–Jackson                                     | J. Ashbrook C. Jackson                 | 8,39                     | 4,127              | 13,030              | 0,317         | 9,9                                     | JFC              | ✘        | NASA JPL Small-Body Database Browser on Lista över numrerade kometer                                              |
| 48P/Johnson                                              | E. L. Johnson                          | 6,95                     | 3,642              | 13,661              | 0,368         | 9,3                                     | JFC              | ✘        | NASA JPL Small-Body Database Browser on Lista över numrerade kometer                                              |
| 49P/Arend–Rigaux                                         | S. Arend F. Rigaux                     | 6,73                     | 3,563              | 19,050              | 0,600         | 14,2                                    | JFC              | ✘        | NASA JPL Small-Body Database Browser on Lista över numrerade kometer                                              |
| 50P/Arend                                                | S. Arend                               | 8,27                     | 4,088              | 19,162              | 0,530         | 14,1                                    | JFC              | ✘        | NASA JPL Small-Body Database Browser on Lista över numrerade kometer                                              |
| 51P/Harrington [list]                                    | R. G. Harrington                       | 7,16                     | 3,714              | 5,424               | 0,542         | 11,8                                    | JFC              | ✘        | NASA JPL Small-Body Database Browser on Lista över numrerade kometer NASA JPL Small-Body Database Browser on list |
| 52P/Harrington–Abell                                     | R. G. Harrington G. Abell              | 7,58                     | 3,857              | 10,226              | 0,540         | 7,9                                     | JFC              | ✘        | NASA JPL Small-Body Database Browser on Lista över numrerade kometer                                              |
| 53P/Van Biesbroeck                                       | G. Van Biesbroeck                      | 12,56                    | 5,405              | 6,611               | 0,551         | 9,9                                     | JFC              | ✘        | NASA JPL Small-Body Database Browser on Lista över numrerade kometer                                              |
| 54P/de Vico–Swift–NEAT                                   | F. de Vico E. Swift NEAT               | 7,38                     | 3,790              | 6,067               | 0,427         | 13,1                                    | JFC              | ✘        | NASA JPL Small-Body Database Browser on Lista över numrerade kometer                                              |
| 55P/Tempel–Tuttle                                        | W. Tempel H. P. Tuttle                 | 33,24                    | 10,338             | 162,49              | 0,906         | 10.                                     | HTC              | ✔        | NASA JPL Small-Body Database Browser on Lista över numrerade kometer                                              |
| 56P/Slaughter–Burnham                                    | C. Slaughter R. Burnham                | 11,47                    | 5,086              | 8,147               | 0,507         | 9,5                                     | JFC              | ✘        | NASA JPL Small-Body Database Browser on Lista över numrerade kometer                                              |
| 57P/du Toit–Neujmin–Delporte [list]                      | D. du Toit G. N. Neujmin E. Delporte   | 6,42                     | 3,453              | 2,848               | 0,499         | 13,9                                    | JFC              | ✘        | NASA JPL Small-Body Database Browser on Lista över numrerade kometer NASA JPL Small-Body Database Browser on list |
| 58P/Jackson–Neujmin                                      | C. Jackson G. N. Neujmin               | 8,23                     | 4,077              | 13,491              | 0,663         | 8,5                                     | JFC              | ✘        | NASA JPL Small-Body Database Browser on Lista över numrerade kometer                                              |
| 59P/Kearns–Kwee                                          | C. Kearns K. Kwee                      | 9,52                     | 4,491              | 9,343               | 0,476         | 10,4                                    | JFC              | ✘        | NASA JPL Small-Body Database Browser on Lista över numrerade kometer                                              |
| 60P/Tsuchinshan (Tsuchinshan 2)                          | Tsuchinshan                            | 6,57                     | 3,510              | 3,609               | 0,539         | 9,3                                     | JFC              | ✘        | NASA JPL Small-Body Database Browser on Lista över numrerade kometer                                              |
| 61P/Shajn–Schaldach                                      | P. F. Shajn R. D. Schaldach            | 7,06                     | 3,681              | 6,008               | 0,427         | 13,4                                    | JFC              | ✘        | NASA JPL Small-Body Database Browser on Lista över numrerade kometer                                              |
| 62P/Tsuchinshan (Tsuchinshan 1)                          | Tsuchinshan                            | 6,39                     | 3,442              | 9,710               | 0,598         | 7,8                                     | JFC              | ✘        | NASA JPL Small-Body Database Browser on Lista över numrerade kometer                                              |
| 63P/Wild (Wild 1)                                        | P. Wild                                | 13,21                    | 5,588              | 19,780              | 0,651         | 6,5                                     | JFC              | ✘        | NASA JPL Small-Body Database Browser on Lista över numrerade kometer                                              |
| 64P/Swift–Gehrels                                        | L. A. Swift T. Gehrels                 | 9,41                     | 4,456              | 8,948               | 0,687         | 14,1                                    | JFC              | ✘        | NASA JPL Small-Body Database Browser on Lista över numrerade kometer                                              |
| 65P/Gunn                                                 | J. E. Gunn                             | 7,65                     | 3,883              | 9,183               | 0,251         | 11,4                                    | JFC              | ✘        | NASA JPL Small-Body Database Browser on Lista över numrerade kometer                                              |
| 66P/du Toit                                              | D. du Toit                             | 14,78                    | 6,023              | 18,669              | 0,787         | 15,7                                    | JFC              | ✔        | NASA JPL Small-Body Database Browser on Lista över numrerade kometer                                              |
| 67P/Churyumov–Gerasimenko                                | K. Churyumov S. Gerasimenko            | 6,45                     | 3,465              | 7,044               | 0,641         | 11,3                                    | JFC              | ✔        | NASA JPL Small-Body Database Browser on Lista över numrerade kometer                                              |
| 68P/Klemola                                              | A. R. Klemola                          | 10,84                    | 4,897              | 11,140              | 0,639         | 11,1                                    | JFC              | ✘        | NASA JPL Small-Body Database Browser on Lista över numrerade kometer                                              |
| 69P/Taylor                                               | C. Taylor                              | 7,67                     | 3,889              | 22,042              | 0,414         | 17,3                                    | JFC              | ✘        | NASA JPL Small-Body Database Browser on Lista över numrerade kometer                                              |
| 70P/Kojima                                               | N. Kojima                              | 7,05                     | 3,676              | 6,596               | 0,453         | 11,1                                    | JFC              | ✘        | NASA JPL Small-Body Database Browser on Lista över numrerade kometer                                              |
| 71P/Clark                                                | M. Clark                               | 5,56                     | 3,137              | 9,445               | 0,494         | 11,7                                    | JFC              | ✘        | NASA JPL Small-Body Database Browser on Lista över numrerade kometer                                              |
| 72P/Denning–Fujikawa                                     | W. Denning S. Fujikawa                 | 9,03                     | 4,336              | 9,169               | 0,819         | 18,3                                    | JFC              | ✔        | NASA JPL Small-Body Database Browser on Lista över numrerade kometer                                              |
| 73P/Schwassmann–Wachmann [list] (Schwassmann-Wachmann 3) | A. Schwassmann A. Wachmann             | 5,44                     | 3,091              | 11,237              | 0,686         | 13,1                                    | JFC              | ✔        | NASA JPL Small-Body Database Browser on Lista över numrerade kometer NASA JPL Small-Body Database Browser on list |
| 74P/Smirnova–Chernykh                                    | T. Smirnova N. S. Chernykh             | 8,50                     | 4,166              | 6,651               | 0,148         | 5,0                                     | ETC              | ✘        | NASA JPL Small-Body Database Browser on Lista över numrerade kometer                                              |
| 75D/Kohoutek                                             | L. Kohoutek                            | 6,67                     | 3,543              | 5,907               | 0,496         | 10,5                                    | JFC              | ✘        | NASA JPL Small-Body Database Browser on Lista över numrerade kometer                                              |
| 76P/West–Kohoutek–Ikemura                                | R. M. West L. Kohoutek T. Ikemura      | 6,47                     | 3,471              | 30,467              | 0,538         | 14,8                                    | JFC              | ✘        | NASA JPL Small-Body Database Browser on Lista över numrerade kometer                                              |
| 77P/Longmore                                             | A. Longmore                            | 6,83                     | 3,599              | 24,399              | 0,358         | 9,5                                     | JFC              | ✘        | NASA JPL Small-Body Database Browser on Lista över numrerade kometer                                              |
| 78P/Gehrels (Gehrels 2)                                  | T. Gehrels                             | 7,22                     | 3,736              | 6,253               | 0,462         | 8,8                                     | JFC              | ✘        | NASA JPL Small-Body Database Browser on Lista över numrerade kometer                                              |
| 79P/du Toit–Hartley                                      | D. du Toit M. Hartley                  | 5,06                     | 2,946              | 3,146               | 0,619         | 15,0                                    | JFC              | ✔        | NASA JPL Small-Body Database Browser on Lista över numrerade kometer                                              |
| 80P/Peters–Hartley                                       | C. H. F. Peters M. Hartley             | 8,07                     | 4,022              | 29,923              | 0,599         | 9,3                                     | JFC              | ✘        | NASA JPL Small-Body Database Browser on Lista över numrerade kometer                                              |
| 81P/Wild (Wild 2)                                        | P. Wild                                | 6,40                     | 3,449              | 3,239               | 0,538         | 7,9                                     | JFC              | ✘        | NASA JPL Small-Body Database Browser on Lista över numrerade kometer                                              |
| 82P/Gehrels (Gehrels 3)                                  | T. Gehrels                             | 8,42                     | 4,139              | 1,127               | 0,124         | 7,5                                     | ETC              | ✘        | NASA JPL Small-Body Database Browser on Lista över numrerade kometer                                              |
| 83D/Russell (Russell 1)                                  | K. S. Russell                          | 6,10                     | 3,338              | 22,659              | 0,517         | 14.                                     | JFC              | ✘        | NASA JPL Small-Body Database Browser on Lista över numrerade kometer                                              |
| 84P/Giclas                                               | H. Giclas                              | 6,96                     | 3,645              | 7,281               | 0,493         | 14,4                                    | JFC              | ✘        | NASA JPL Small-Body Database Browser on Lista över numrerade kometer                                              |
| 85D/Boethin                                              | L. Boethin                             | 11,81                    | 5,185              | 4,295               | 0,781         |                                         | JFC              | ✔        | NASA JPL Small-Body Database Browser on Lista över numrerade kometer                                              |
| 86P/Wild (Wild 3)                                        | P. Wild                                | 6,88                     | 3,616              | 15,477              | 0,369         | 15,9                                    | JFC              | ✘        | NASA JPL Small-Body Database Browser on Lista över numrerade kometer                                              |
| 87P/Bus                                                  | S. J. Bus                              | 6,38                     | 3,441              | 2,602               | 0,389         | 12,7                                    | ETC              | ✘        | NASA JPL Small-Body Database Browser on Lista över numrerade kometer                                              |
| 88P/Howell                                               | E. Howell                              | 5,48                     | 3,109              | 4,383               | 0,563         | 12,3                                    | JFC              | ✘        | NASA JPL Small-Body Database Browser on Lista över numrerade kometer                                              |
| 89P/Russell (Russell 2)                                  | K. S. Russell                          | 7,26                     | 3,751              | 12,077              | 0,408         | 12,6                                    | JFC              | ✘        | NASA JPL Small-Body Database Browser on Lista över numrerade kometer                                              |
| 90P/Gehrels (Gehrels 1)                                  | T. Gehrels                             | 14,95                    | 6,069              | 9,635               | 0,510         | 6,5                                     | JFC              | ✘        | NASA JPL Small-Body Database Browser on Lista över numrerade kometer                                              |
| 91P/Russell (Russell 3)                                  | K. S.Russell                           | 7,68                     | 3,891              | 14,091              | 0,330         | 7,3                                     | JFC              | ✘        | NASA JPL Small-Body Database Browser on Lista över numrerade kometer                                              |
| 92P/Sanguin                                              | J. Sanguin                             | 12,40                    | 5,358              | 19,445              | 0,659         | 11,1                                    | JFC              | ✘        | NASA JPL Small-Body Database Browser on Lista över numrerade kometer                                              |
| 93P/Lovas (Lovas 1)                                      | M. Lovas                               | 9,20                     | 4,389              | 12,205              | 0,613         | 12,5                                    | JFC              | ✘        | NASA JPL Small-Body Database Browser on Lista över numrerade kometer                                              |
| 94P/Russell (Russell 4)                                  | K. S. Russell                          | 6,60                     | 3,517              | 6,182               | 0,363         | 13,2                                    | ETC              | ✘        | NASA JPL Small-Body Database Browser on Lista över numrerade kometer                                              |
| 95P/Chiron (2060 Chiron)                                 | C. T. Kowal                            | 50,63                    | 13,686             | 6,940               | 0,379         | ?                                       | CEN/CTC          | ✘        | NASA JPL Small-Body Database Browser on Lista över numrerade kometer                                              |
| 96P/Machholz (Machholz 1)                                | D. Machholz                            | 5,28                     | 3,033              | 58,539              | 0,959         | 13,4                                    | JFC              | ✔        | NASA JPL Small-Body Database Browser on Lista över numrerade kometer                                              |
| 97P/Metcalf–Brewington                                   | J. H. Metcalf H. Brewington            | 10,51                    | 4,799              | 17,870              | 0,457         | 12,9                                    | JFC              | ✘        | NASA JPL Small-Body Database Browser on Lista över numrerade kometer                                              |
| 98P/Takamizawa                                           | K. Takamizawa                          | 7,43                     | 3,808              | 10,544              | 0,561         | 14,3                                    | JFC              | ✘        | NASA JPL Small-Body Database Browser on Lista över numrerade kometer                                              |
| 99P/Kowal (Kowal 1)                                      | C. T. Kowal                            | 15,11                    | 6,111              | 4,344               | 0,228         | 6,8                                     | JFC              | ✘        | NASA JPL Small-Body Database Browser on Lista över numrerade kometer                                              |
| 100P/Hartley (Hartley 1)                                 | M. Hartley                             | 6,35                     | 3,428              | 25,590              | 0,413         | 11,3                                    | JFC              | ✘        | NASA JPL Small-Body Database Browser on Lista över numrerade kometer                                              |
| 101P/Chernykh [list]                                     | N. S. Chernykh                         | 13,84                    | 5,765              | 5,020               | 0,602         | 10,5                                    | JFC              | ✘        | NASA JPL Small-Body Database Browser on Lista över numrerade kometer NASA JPL Small-Body Database Browser on list |
| 102P/Shoemaker (Shoemaker 1)                             | C. & E. Shoemaker                      | 7,22                     | 3,737              | 26,246              | 0,473         | 16,5                                    | JFC              | ✘        | NASA JPL Small-Body Database Browser on Lista över numrerade kometer                                              |
| 103P/Hartley (Hartley 2)                                 | M. Hartley                             | 6,46                     | 3,470              | 13,619              | 0,695         | 14,2                                    | JFC              | ✔        | NASA JPL Small-Body Database Browser on Lista över numrerade kometer                                              |
| 104P/Kowal (Kowal 2)                                     | C. T. Kowal                            | 5,90                     | 3,263              | 10,254              | 0,639         | 13,4                                    | JFC              | ✔        | NASA JPL Small-Body Database Browser on Lista över numrerade kometer                                              |
| 105P/Singer Brewster                                     | S. Singer-Brewster                     | 6,47                     | 3,472              | 9,171               | 0,409         | 13,7                                    | JFC              | ✘        | NASA JPL Small-Body Database Browser on Lista över numrerade kometer                                              |
| 106P/Schuster                                            | H.-E. Schuster                         | 7,29                     | 3,758              | 20,148              | 0,589         | 10,5                                    | JFC              | ✘        | NASA JPL Small-Body Database Browser on Lista över numrerade kometer                                              |
| 107P/Wilson–Harrington (4015 Wilson–Harrington)          | E. F. Helin A. G. Wilson R. Harrington | 4,26                     | 2,626              | 2,798               | 0,631         | ?                                       | Apollo, NEO, PHA | ✔        | NASA JPL Small-Body Database Browser on Lista över numrerade kometer                                              |
| 108P/Ciffréo                                             | J. Ciffréo                             | 7,24                     | 3,743              | 13,096              | 0,543         | 10,4                                    | JFC              | ✘        | NASA JPL Small-Body Database Browser on Lista över numrerade kometer                                              |
| 109P/Swift–Tuttle                                        | L. Swift H. P. Tuttle                  | 133,28                   | 26,092             | 113,45              | 0,963         | 4,5                                     | HTC              | ✔        | NASA JPL Small-Body Database Browser on Lista över numrerade kometer                                              |
| 110P/Hartley (Hartley 3)                                 | M. Hartley                             | 6,87                     | 3,613              | 11,692              | 0,315         | 6,7                                     | JFC              | ✘        | NASA JPL Small-Body Database Browser on Lista över numrerade kometer                                              |
| 111P/Helin–Roman–Crockett                                | E. F. Helin B. Roman R. Crockett       | 8,49                     | 4,160              | 4,229               | 0,110         | 8,4                                     | ETC              | ✘        | NASA JPL Small-Body Database Browser on Lista över numrerade kometer                                              |
| 112P/Urata–Niijima                                       | T. Urata T. Niijima                    | 6,65                     | 3,537              | 24,200              | 0,587         | 14,6                                    | JFC              | ✘        | NASA JPL Small-Body Database Browser on Lista över numrerade kometer                                              |
| 113P/Spitaler                                            | R. Spitaler                            | 7,08                     | 3,686              | 5,776               | 0,422         | 13,4                                    | JFC              | ✘        | NASA JPL Small-Body Database Browser on Lista över numrerade kometer                                              |
| 114P/Wiseman–Skiff                                       | J. Wiseman B. A. Skiff                 | 6,67                     | 3,545              | 18,273              | 0,554         | 14,1                                    | JFC              | ✘        | NASA JPL Small-Body Database Browser on Lista över numrerade kometer                                              |
| 115P/Maury                                               | A. Maury                               | 8,83                     | 4,271              | 11,669              | 0,519         | 13,0                                    | JFC              | ✘        | NASA JPL Small-Body Database Browser on Lista över numrerade kometer                                              |
| 116P/Wild (Wild 4)                                       | P. Wild                                | 6,51                     | 3,485              | 3,608               | 0,372         | 6,7                                     | ETC              | ✘        | NASA JPL Small-Body Database Browser on Lista över numrerade kometer                                              |
| 117P/Helin–Roman–Alu (Helin–Roman–Alu 1)                 | E. F. Helin B. Roman J. T. Alu         | 8,29                     | 4,096              | 8,697               | 0,254         | 6,6                                     | JFC              | ✘        | NASA JPL Small-Body Database Browser on Lista över numrerade kometer                                              |
| 118P/Shoemaker–Levy (Shoemaker–Levy 4)                   | C. & E. Shoemaker D. H. Levy           | 6,45                     | 3,466              | 8,509               | 0,428         | 10,7                                    | JFC              | ✘        | NASA JPL Small-Body Database Browser on Lista över numrerade kometer                                              |
| 119P/Parker–Hartley                                      | Q. A. Parker M. Hartley                | 8,87                     | 4,284              | 5,191               | 0,291         | 12,0                                    | JFC              | ✘        | NASA JPL Small-Body Database Browser on Lista över numrerade kometer                                              |
| 120P/Mueller (Mueller 1)                                 | J. E. Mueller                          | 8,43                     | 4,141              | 8,787               | 0,337         | 4,3                                     | JFC              | ✘        | NASA JPL Small-Body Database Browser on Lista över numrerade kometer                                              |
| 121P/Shoemaker–Holt (Shoemaker–Holt 2)                   | C. & E. Shoemaker H. E. Holt           | 8,01                     | 4,003              | 17,718              | 0,338         | 5,6                                     | JFC              | ✘        | NASA JPL Small-Body Database Browser on Lista över numrerade kometer                                              |
| 122P/de Vico                                             | F. de Vico                             | 74,35                    | 17,681             | 85,383              | 0,963         | 7,5                                     | HTC              | ✔        | NASA JPL Small-Body Database Browser on Lista över numrerade kometer                                              |
| 123P/West–Hartley                                        | R. M. West M. Hartley                  | 7,59                     | 3,861              | 15,354              | 0,449         | 8,2                                     | JFC              | ✘        | NASA JPL Small-Body Database Browser on Lista över numrerade kometer                                              |
| 124P/Mrkos                                               | A. Mrkos                               | 6,04                     | 3,317              | 31,528              | 0,504         | 16,4                                    | JFC              | ✘        | NASA JPL Small-Body Database Browser on Lista över numrerade kometer                                              |
| 125P/Spacewatch                                          | Spacewatch                             | 5,53                     | 3,126              | 9,986               | 0,512         | 12,6                                    | JFC              | ✘        | NASA JPL Small-Body Database Browser on Lista över numrerade kometer                                              |
| 126P/IRAS                                                | IRAS                                   | 13,42                    | 5,646              | 45,803              | 0,696         | 8,8                                     | JFC              | ✘        | NASA JPL Small-Body Database Browser on Lista över numrerade kometer                                              |
| 127P/Holt–Olmstead                                       | H. E. Holt C. M. Olmstead              | 6,39                     | 3,443              | 14,322              | 0,362         | 9,5                                     | JFC              | ✘        | NASA JPL Small-Body Database Browser on Lista över numrerade kometer                                              |
| 128P/Shoemaker–Holt [list] (Shoemaker–Holt 1)            | C. & E. Shoemaker H. E. Holt           | 9,56                     | 4,505              | 4,363               | 0,322         | 7,1                                     | JFC              | ✘        | NASA JPL Small-Body Database Browser on Lista över numrerade kometer NASA JPL Small-Body Database Browser on list |
| 129P/Shoemaker–Levy (Shoemaker–Levy 3)                   | C. & E. Shoemaker D. H. Levy           | 8,71                     | 4,234              | 3,495               | 0,147         | 14,3                                    | ETC              | ✘        | NASA JPL Small-Body Database Browser on Lista över numrerade kometer                                              |
| 130P/McNaught–Hughes                                     | R. H. McNaught S. Hughes               | 6,65                     | 3,537              | 7,307               | 0,407         | 13,3                                    | JFC              | ✘        | NASA JPL Small-Body Database Browser on Lista över numrerade kometer                                              |
| 131P/Mueller (Mueller 2)                                 | J. E. Mueller                          | 7,06                     | 3,680              | 7,355               | 0,343         | 8,6                                     | JFC              | ✘        | NASA JPL Small-Body Database Browser on Lista över numrerade kometer                                              |
| 132P/Helin–Roman–Alu (Helin–Roman–Alu 2)                 | E. F. Helin P. Roman J. T. Alu         | 8,27                     | 4,088              | 5,768               | 0,531         | 14,3                                    | JFC              | ✘        | NASA JPL Small-Body Database Browser on Lista över numrerade kometer                                              |
| 133P/Elst–Pizarro (7968 Elst–Pizarro)                    | E. W. Elst G. Pizarro                  | 5,63                     | 3,163              | 1,389               | 0,157         | ?                                       | MBA              | ✘        | NASA JPL Small-Body Database Browser on Lista över numrerade kometer                                              |
| 134P/Kowal–Vávrová                                       | C. T. Kowal Z. Vávrová                 | 15,58                    | 6,239              | 4,349               | 0,588         | 5,3                                     | JFC              | ✘        | NASA JPL Small-Body Database Browser on Lista över numrerade kometer                                              |
| 135P/Shoemaker–Levy (Shoemaker–Levy 8)                   | C. & E. Shoemaker D. H. Levy           | 7,49                     | 3,827              | 6,053               | 0,291         | 7,0                                     | JFC              | ✘        | NASA JPL Small-Body Database Browser on Lista över numrerade kometer                                              |
| 136P/Mueller (Mueller 3)                                 | J. E. Mueller                          | 8,61                     | 4,200              | 9,416               | 0,292         | 4,9                                     | JFC              | ✘        | NASA JPL Small-Body Database Browser on Lista över numrerade kometer                                              |
| 137P/Shoemaker–Levy (Shoemaker–Levy 2)                   | C. & E. Shoemaker D. H. Levy           | 9,60                     | 4,517              | 4,850               | 0,572         | 15,4                                    | JFC              | ✘        | NASA JPL Small-Body Database Browser on Lista över numrerade kometer                                              |
| 138P/Shoemaker–Levy (Shoemaker–Levy 7)                   | C. & E. Shoemaker D. H. Levy           | 6,91                     | 3,628              | 10,080              | 0,529         | 16,7                                    | JFC              | ✘        | NASA JPL Small-Body Database Browser on Lista över numrerade kometer                                              |
| 139P/Väisälä–Oterma                                      | Y. Väisälä L. Oterma                   | 9,62                     | 4,522              | 2,329               | 0,248         | 7,2                                     | JFC              | ✘        | NASA JPL Small-Body Database Browser on Lista över numrerade kometer                                              |
| 140P/Bowell–Skiff                                        | E. Bowell B. A. Skiff                  | 16,18                    | 6,397              | 3,836               | 0,692         | 11,5                                    | JFC              | ✘        | NASA JPL Small-Body Database Browser on Lista över numrerade kometer                                              |
| 141P/Machholz [list] (Machholz 2)                        | D. Machholz                            | 5,25                     | 3,021              | 12,810              | 0,748         | 14,9                                    | JFC              | ✔        | NASA JPL Small-Body Database Browser on Lista över numrerade kometer NASA JPL Small-Body Database Browser on list |
| 142P/Ge–Wang                                             | Y. Ge Q. Wang                          | 11,00                    | 4,946              | 12,327              | 0,500         | 15,7                                    | JFC              | ✘        | NASA JPL Small-Body Database Browser on Lista över numrerade kometer                                              |
| 143P/Kowal–Mrkos                                         | C. T. Kowal A. Mrkos                   | 8,91                     | 4,298              | 4,689               | 0,409         | 14,5                                    | JFC              | ✘        | NASA JPL Small-Body Database Browser on Lista över numrerade kometer                                              |
| 144P/Kushida                                             | Y. Kushida                             | 7,60                     | 3,866              | 4,109               | 0,628         | 13,4                                    | JFC              | ✘        | NASA JPL Small-Body Database Browser on Lista över numrerade kometer                                              |
| 145P/Shoemaker–Levy (Shoemaker–Levy 5)                   | C. & E. Shoemaker D. H. Levy           | 8,43                     | 4,143              | 11,264              | 0,541         | 13,5                                    | JFC              | ✘        | NASA JPL Small-Body Database Browser on Lista över numrerade kometer                                              |
| 146P/Shoemaker–LINEAR                                    | C. & E. Shoemaker LINEAR               | 8,11                     | 4,036              | 23,094              | 0,647         | 13,5                                    | JFC              | ✘        | NASA JPL Small-Body Database Browser on Lista över numrerade kometer                                              |
| 147P/Kushida–Muramatsu                                   | Y. Kushida O. Muramatsu                | 7,43                     | 3,807              | 2,368               | 0,276         | 4,5                                     | ETC              | ✘        | NASA JPL Small-Body Database Browser on Lista över numrerade kometer                                              |
| 148P/Anderson–LINEAR                                     | J. Anderson LINEAR                     | 7,04                     | 3,674              | 3,682               | 0,539         | 12,3                                    | JFC              | ✘        | NASA JPL Small-Body Database Browser on Lista över numrerade kometer                                              |
| 149P/Mueller (Mueller 4)                                 | J. E. Mueller                          | 9,00                     | 4,327              | 29,752              | 0,388         | 12,3                                    | JFC              | ✘        | NASA JPL Small-Body Database Browser on Lista över numrerade kometer                                              |
| 150P/LONEOS                                              | LONEOS                                 | 7,68                     | 3,892              | 18,500              | 0,546         | 12,8                                    | JFC              | ✘        | NASA JPL Small-Body Database Browser on Lista över numrerade kometer                                              |
| 151P/Helin                                               | E. F. Helin                            | 14,00                    | 5,810              | 4,736               | 0,570         | 8,4                                     | JFC              | ✘        | NASA JPL Small-Body Database Browser on Lista över numrerade kometer                                              |
| 152P/Helin–Lawrence                                      | E. F. Helin K. J. Lawrence             | 9,54                     | 4,497              | 9,873               | 0,309         | 10,8                                    | JFC              | ✘        | NASA JPL Small-Body Database Browser on Lista över numrerade kometer                                              |
| 153P/Ikeya–Zhang                                         | K. Ikeya D. Zhang                      | 365,50                   | 51,119             | 28,121              | 0,990         | 4,0                                     | –                | ✘        | NASA JPL Small-Body Database Browser on Lista över numrerade kometer                                              |
| 154P/Brewington                                          | H. Brewington                          | 10,79                    | 4,883              | 17,830              | 0,671         | 10,7                                    | JFC              | ✘        | NASA JPL Small-Body Database Browser on Lista över numrerade kometer                                              |
| 155P/Shoemaker (Shoemaker 3)                             | C. & E. Shoemaker                      | 16,94                    | 6,596              | 6,395               | 0,726         | 10.                                     | JFC              | ✘        | NASA JPL Small-Body Database Browser on Lista över numrerade kometer                                              |
| 156P/Russell–LINEAR                                      | K. S. Russell LINEAR                   | 6,77                     | 3,579              | 21,067              | 0,565         | 15,5                                    | JFC              | ✘        | NASA JPL Small-Body Database Browser on Lista över numrerade kometer                                              |
| 157P/Tritton                                             | K. Tritton                             | 6,30                     | 3,412              | 7,278               | 0,601         | 12,0                                    | JFC              | ✘        | NASA JPL Small-Body Database Browser on Lista över numrerade kometer                                              |
| 158P/Kowal–LINEAR                                        | C. T. Kowal LINEAR                     | 10,25                    | 4,719              | 7,908               | 0,030         | 5,5                                     | JFC              | ✘        | NASA JPL Small-Body Database Browser on Lista över numrerade kometer                                              |
| 159P/LONEOS                                              | LONEOS                                 | 14,19                    | 5,860              | 23,464              | 0,382         | 12,9                                    | JFC              | ✘        | NASA JPL Small-Body Database Browser on Lista över numrerade kometer                                              |
| 160P/LINEAR                                              | LINEAR                                 | 7,90                     | 3,968              | 17,275              | 0,479         | 6,8                                     | JFC              | ✘        | NASA JPL Small-Body Database Browser on Lista över numrerade kometer                                              |
| 161P/Hartley–IRAS                                        | M. Hartley IRAS                        | 21,46                    | 7,721              | 95,698              | 0,835         | 11,4                                    | HTC              | ✔        | NASA JPL Small-Body Database Browser on Lista över numrerade kometer                                              |
| 162P/Siding Spring                                       | Siding Spring                          | 5,33                     | 3,050              | 27,827              | 0,596         | 15,1                                    | JFC              | ✔        | NASA JPL Small-Body Database Browser on Lista över numrerade kometer                                              |
| 163P/NEAT                                                | NEAT                                   | 7,05                     | 3,677              | 12,490              | 0,476         | 11,7                                    | JFC              | ✘        | NASA JPL Small-Body Database Browser on Lista över numrerade kometer                                              |
| 164P/Christensen                                         | E. Christensen                         | 6,99                     | 3,657              | 16,262              | 0,540         | 14,3                                    | JFC              | ✘        | NASA JPL Small-Body Database Browser on Lista över numrerade kometer                                              |
| 165P/LINEAR                                              | LINEAR                                 | 76,69                    | 18,050             | 15,905              | 0,622         | 6,3                                     | CTC              | ✘        | NASA JPL Small-Body Database Browser on Lista över numrerade kometer                                              |
| 166P/NEAT                                                | NEAT                                   | 51,73                    | 13,883             | 15,368              | 0,383         | 5,8                                     | CTC              | ✘        | NASA JPL Small-Body Database Browser on Lista över numrerade kometer                                              |
| 167P/CINEOS                                              | CINEOS                                 | 64,85                    | 16,141             | 19,127              | 0,270         | ?                                       | CTC              | ✘        | NASA JPL Small-Body Database Browser on Lista över numrerade kometer                                              |
| 168P/Hergenrother                                        | C. W. Hergenrother                     | 6,90                     | 3,624              | 21,929              | 0,609         | 7,4                                     | JFC              | ✘        | NASA JPL Small-Body Database Browser on Lista över numrerade kometer                                              |
| 169P/NEAT                                                | NEAT                                   | 4,20                     | 2,604              | 11,302              | 0,767         | 16,5                                    | JFC              | ✔        | NASA JPL Small-Body Database Browser on Lista över numrerade kometer                                              |
| 170P/Christensen                                         | E. Christensen                         | 8,63                     | 4,208              | 10,127              | 0,304         | 12,5                                    | JFC              | ✘        | NASA JPL Small-Body Database Browser on Lista över numrerade kometer                                              |
| 171P/Spahr                                               | T. B. Spahr                            | 6,71                     | 3,557              | 21,936              | 0,502         | 12,2                                    | JFC              | ✘        | NASA JPL Small-Body Database Browser on Lista över numrerade kometer                                              |
| 172P/Yeung                                               | W. K. Y. Yeung                         | 6,61                     | 3,523              | 11,534              | 0,364         | 14,8                                    | JFC              | ✘        | NASA JPL Small-Body Database Browser on Lista över numrerade kometer                                              |
| 173P/Mueller (Mueller 5)                                 | J. E. Mueller                          | 13,61                    | 5,701              | 16,494              | 0,261         | 12,1                                    | JFC              | ✘        | NASA JPL Small-Body Database Browser on Lista över numrerade kometer                                              |
| 174P/Echeclus (60558 Echeclus)                           | Spacewatch                             | 35,02                    | 10,703             | 4,343               | 0,457         | ?                                       | CEN              | ✘        | NASA JPL Small-Body Database Browser on Lista över numrerade kometer                                              |
| 175P/Hergenrother                                        | C. W. Hergenrother                     | 6,52                     | 3,489              | 6,094               | 0,422         | 9,6                                     | JFC              | ✘        | NASA JPL Small-Body Database Browser on Lista över numrerade kometer                                              |
| 176P/LINEAR (118401 LINEAR)                              | LINEAR                                 | 5,71                     | 3,193              | 0,235               | 0,193         | ?                                       | MBA              | ✘        | NASA JPL Small-Body Database Browser on Lista över numrerade kometer                                              |
| 177P/Barnard                                             | E. Barnard                             | 119,82                   | 24,305             | 31,216              | 0,954         | 15,7                                    | HTC              | ✔        | NASA JPL Small-Body Database Browser on Lista över numrerade kometer                                              |
| 178P/Hug–Bell                                            | G. Hug G. Bell                         | 7,04                     | 3,674              | 10,966              | 0,472         | 13,1                                    | JFC              | ✘        | NASA JPL Small-Body Database Browser on Lista över numrerade kometer                                              |
| 179P/Jedicke                                             | R. Jedicke                             | 14,31                    | 5,893              | 19,886              | 0,307         | 5,3                                     | JFC              | ✘        | NASA JPL Small-Body Database Browser on Lista över numrerade kometer                                              |
| 180P/NEAT                                                | NEAT                                   | 7,56                     | 3,850              | 16,885              | 0,356         | 5,6                                     | JFC              | ✘        | NASA JPL Small-Body Database Browser on Lista över numrerade kometer                                              |
| 181P/Shoemaker–Levy (Shoemaker–Levy 6)                   | C. & E. Shoemaker D. H. Levy           | 7,52                     | 3,839              | 16,981              | 0,707         | 16,3                                    | JFC              | ✔        | NASA JPL Small-Body Database Browser on Lista över numrerade kometer                                              |
| 182P/LONEOS                                              | LONEOS                                 | 5,02                     | 2,931              | 16,909              | 0,666         | 19,3                                    | JFC              | ✔        | NASA JPL Small-Body Database Browser on Lista över numrerade kometer                                              |
| 183P/Korlević–Jurić                                      | K. Korlević M. Jurić                   | 9,53                     | 4,495              | 18,739              | 0,135         | 8,7                                     | JFC              | ✘        | NASA JPL Small-Body Database Browser on Lista över numrerade kometer                                              |
| 184P/Lovas (Lovas 2)                                     | M. Lovas                               | 6,61                     | 3,523              | 1,551               | 0,604         | 18,1                                    | JFC              | ✘        | NASA JPL Small-Body Database Browser on Lista över numrerade kometer                                              |
| 185P/Petriew                                             | V. Petriew                             | 5,46                     | 3,100              | 14,007              | 0,699         | 13,4                                    | JFC              | ✔        | NASA JPL Small-Body Database Browser on Lista över numrerade kometer                                              |
| 186P/Garradd                                             | G. Garradd                             | 11,01                    | 4,949              | 28,555              | 0,127         | 6,8                                     | JFC              | ✘        | NASA JPL Small-Body Database Browser on Lista över numrerade kometer                                              |
| 187P/LINEAR                                              | LINEAR                                 | 9,53                     | 4,494              | 13,655              | 0,173         | 7,3                                     | JFC              | ✘        | NASA JPL Small-Body Database Browser on Lista över numrerade kometer                                              |
| 188P/LINEAR–Mueller                                      | LINEAR J. E. Mueller                   | 9,18                     | 4,384              | 10,511              | 0,415         | 11,3                                    | JFC              | ✘        | NASA JPL Small-Body Database Browser on Lista över numrerade kometer                                              |
| 189P/NEAT                                                | NEAT                                   | 4,98                     | 2,917              | 20,401              | 0,598         | 18,1                                    | JFC              | ✔        | NASA JPL Small-Body Database Browser on Lista över numrerade kometer                                              |
| 190P/Mueller                                             | J. E. Mueller                          | 8,73                     | 4,240              | 2,190               | 0,521         | 13,7                                    | JFC              | ✘        | NASA JPL Small-Body Database Browser on Lista över numrerade kometer                                              |
| 191P/McNaught                                            | R. H. McNaught                         | 6,64                     | 3,533              | 8,761               | 0,420         | 13,4                                    | JFC              | ✘        | NASA JPL Small-Body Database Browser on Lista över numrerade kometer                                              |
| 192P/Shoemaker–Levy (Shoemaker–Levy 1)                   | C. & E. Shoemaker D. H. Levy           | 17,34                    | 6,699              | 24,387              | 0,772         | 12,2                                    | JFC              | ✘        | NASA JPL Small-Body Database Browser on Lista över numrerade kometer                                              |
| 193P/LINEAR–NEAT                                         | LINEAR NEAT                            | 6,71                     | 3,556              | 10,840              | 0,403         | 7,2                                     | JFC              | ✘        | NASA JPL Small-Body Database Browser on Lista över numrerade kometer                                              |
| 194P/LINEAR                                              | LINEAR                                 | 8,00                     | 4,000              | 11,138              | 0,576         | 14,1                                    | JFC              | ✘        | NASA JPL Small-Body Database Browser on Lista över numrerade kometer                                              |
| 195P/Hill                                                | R. Hill                                | 16,49                    | 6,480              | 36,367              | 0,315         | 8,6                                     | JFC              | ✘        | NASA JPL Small-Body Database Browser on Lista över numrerade kometer                                              |
| 196P/Tichý                                               | M. Tichý                               | 7,35                     | 3,781              | 19,378              | 0,431         | 12,3                                    | JFC              | ✘        | NASA JPL Small-Body Database Browser on Lista över numrerade kometer                                              |
| 197P/LINEAR                                              | LINEAR                                 | 4,85                     | 2,866              | 25,543              | 0,630         | 18,2                                    | JFC              | ✔        | NASA JPL Small-Body Database Browser on Lista över numrerade kometer                                              |
| 198P/ODAS                                                | ODAS                                   | 6,78                     | 3,583              | 1,350               | 0,448         | 12,5                                    | JFC              | ✘        | NASA JPL Small-Body Database Browser on Lista över numrerade kometer                                              |
| 199P/Shoemaker (Shoemaker 4)                             | C. & E. Shoemaker                      | 14,53                    | 5,955              | 24,768              | 0,507         | 7,8                                     | JFC              | ✘        | NASA JPL Small-Body Database Browser on Lista över numrerade kometer                                              |
| 200P/Larsen                                              | J. A. Larsen                           | 10,87                    | 4,908              | 12,121              | 0,333         | 10,7                                    | JFC              | ✘        | NASA JPL Small-Body Database Browser on Lista över numrerade kometer                                              |
| 201P/LONEOS                                              | LONEOS                                 | 6,43                     | 3,459              | 7,033               | 0,613         | 13,1                                    | JFC              | ✘        | NASA JPL Small-Body Database Browser on Lista över numrerade kometer                                              |
| 202P/Scotti                                              | J. V. Scotti                           | 7,33                     | 3,773              | 2,185               | 0,330         | 12,6                                    | JFC              | ✘        | NASA JPL Small-Body Database Browser on Lista över numrerade kometer                                              |
| 203P/Korlević                                            | K. Korlević                            | 10,03                    | 4,650              | 2,975               | 0,316         | 13,7                                    | JFC              | ✘        | NASA JPL Small-Body Database Browser on Lista över numrerade kometer                                              |
| 204P/LINEAR–NEAT                                         | LINEAR NEAT                            | 7,01                     | 3,664              | 6,581               | 0,471         | 12,5                                    | JFC              | ✘        | NASA JPL Small-Body Database Browser on Lista över numrerade kometer                                              |
| 205P/Giacobini [list]                                    | M. Giacobini                           | 6,66                     | 3,541              | 15,306              | 0,569         | 14,5                                    | JFC              | ✘        | NASA JPL Small-Body Database Browser on Lista över numrerade kometer NASA JPL Small-Body Database Browser on list |
| 206P/Barnard–Boattini                                    | E. Barnard A. Boattini                 | 5,57                     | 3,144              | 31,974              | 0,689         | 20,3                                    | JFC              | ✔        | NASA JPL Small-Body Database Browser on Lista över numrerade kometer                                              |
| 207P/NEAT                                                | NEAT                                   | 7,66                     | 3,884              | 10,150              | 0,757         | 16,5                                    | JFC              | ✔        | NASA JPL Small-Body Database Browser on Lista över numrerade kometer                                              |
| 208P/McMillan                                            | R. S. McMillan                         | 8,12                     | 4,040              | 4,414               | 0,374         | 16,1                                    | JFC              | ✘        | NASA JPL Small-Body Database Browser on Lista över numrerade kometer                                              |
| 209P/LINEAR                                              | LINEAR                                 | 5,02                     | 2,932              | 20,619              | 0,692         | 16,9                                    | JFC              | ✔        | NASA JPL Small-Body Database Browser on Lista över numrerade kometer                                              |
| 210P/Christensen                                         | E. Christensen                         | 5,66                     | 3,176              | 10,217              | 0,832         | 14,9                                    | JFC              | ✔        | NASA JPL Small-Body Database Browser on Lista över numrerade kometer                                              |
| 211P/Hill                                                | R. Hill                                | 6,72                     | 3,562              | 18,879              | 0,338         | 14,1                                    | JFC              | ✘        | NASA JPL Small-Body Database Browser on Lista över numrerade kometer                                              |
| 212P/NEAT                                                | NEAT                                   | 7,79                     | 3,928              | 22,398              | 0,579         | 16,3                                    | JFC              | ✘        | NASA JPL Small-Body Database Browser on Lista över numrerade kometer                                              |
| 213P/Van Ness [list]                                     | M. E. Van Ness                         | 6,12                     | 3,347              | 10,378              | 0,407         | 11,3                                    | JFC              | ✘        | NASA JPL Small-Body Database Browser on Lista över numrerade kometer NASA JPL Small-Body Database Browser on list |
| 214P/LINEAR                                              | LINEAR                                 | 6,84                     | 3,604              | 15,226              | 0,490         | 12,1                                    | JFC              | ✘        | NASA JPL Small-Body Database Browser on Lista över numrerade kometer                                              |
| 215P/NEAT                                                | NEAT                                   | 8,29                     | 4,096              | 12,951              | 0,209         | 9,3                                     | JFC              | ✘        | NASA JPL Small-Body Database Browser on Lista över numrerade kometer                                              |
| 216P/LINEAR                                              | LINEAR                                 | 7,65                     | 3,883              | 9,043               | 0,445         | 4,9                                     | JFC              | ✘        | NASA JPL Small-Body Database Browser on Lista över numrerade kometer                                              |
| 217P/LINEAR                                              | LINEAR                                 | 7,83                     | 3,944              | 12,880              | 0,690         | 13,9                                    | JFC              | ✔        | NASA JPL Small-Body Database Browser on Lista över numrerade kometer                                              |
| 218P/LINEAR                                              | LINEAR                                 | 6,11                     | 3,342              | 18,172              | 0,491         | 15,5                                    | JFC              | ✘        | NASA JPL Small-Body Database Browser on Lista över numrerade kometer                                              |
| 219P/LINEAR                                              | LINEAR                                 | 6,98                     | 3,654              | 11,526              | 0,353         | 11,9                                    | JFC              | ✘        | NASA JPL Small-Body Database Browser on Lista över numrerade kometer                                              |
| 220P/McNaught                                            | R. H. McNaught                         | 5,49                     | 3,113              | 8,132               | 0,502         | 15,8                                    | JFC              | ✘        | NASA JPL Small-Body Database Browser on Lista över numrerade kometer                                              |
| 221P/LINEAR                                              | LINEAR                                 | 6,48                     | 3,475              | 11,428              | 0,487         | 12,5                                    | JFC              | ✘        | NASA JPL Small-Body Database Browser on Lista över numrerade kometer                                              |
| 222P/LINEAR                                              | LINEAR                                 | 4,83                     | 2,857              | 5,147               | 0,727         | 19,3                                    | JFC              | ✔        | NASA JPL Small-Body Database Browser on Lista över numrerade kometer                                              |
| 223P/Skiff                                               | B. A. Skiff                            | 8,45                     | 4,148              | 27,055              | 0,416         | 15,3                                    | JFC              | ✘        | NASA JPL Small-Body Database Browser on Lista över numrerade kometer                                              |
| 224P/LINEAR–NEAT                                         | LINEAR NEAT                            | 6,11                     | 3,342              | 14,730              | 0,437         | 13,1                                    | JFC              | ✘        | NASA JPL Small-Body Database Browser on Lista över numrerade kometer                                              |
| 225P/LINEAR                                              | LINEAR                                 | 6,99                     | 3,654              | 21,335              | 0,638         | 19,0                                    | JFC              | ✘        | NASA JPL Small-Body Database Browser on Lista över numrerade kometer                                              |
| 226P/Pigott–LINEAR–Kowalski                              | E. Pigott LINEAR R. A. Kowalski        | 7,32                     | 3,770              | 44,004              | 0,529         | 11,9                                    | JFC              | ✘        | NASA JPL Small-Body Database Browser on Lista över numrerade kometer                                              |
| 227P/Catalina–LINEAR                                     | CSS LINEAR                             | 6,80                     | 3,588              | 6,524               | 0,500         | 13,9                                    | JFC              | ✘        | NASA JPL Small-Body Database Browser on Lista över numrerade kometer                                              |
| 228P/LINEAR                                              | LINEAR                                 | 8,50                     | 4,166              | 7,915               | 0,177         | 9,7                                     | JFC              | ✘        | NASA JPL Small-Body Database Browser on Lista över numrerade kometer                                              |
| 229P/Gibbs                                               | A. Gibbs                               | 7,79                     | 3,930              | 26,081              | 0,377         | 14,1                                    | JFC              | ✘        | NASA JPL Small-Body Database Browser on Lista över numrerade kometer                                              |
| 230P/LINEAR                                              | LINEAR                                 | 6,27                     | 3,401              | 14,652              | 0,563         | 14,6                                    | JFC              | ✘        | NASA JPL Small-Body Database Browser on Lista över numrerade kometer                                              |
| 231P/LINEAR–NEAT                                         | LINEAR NEAT                            | 8,08                     | 4,026              | 12,326              | 0,247         | 7,2                                     | JFC              | ✘        | NASA JPL Small-Body Database Browser on Lista över numrerade kometer                                              |
| 232P/Hill                                                | R. Hill                                | 9,50                     | 4,485              | 14,635              | 0,335         | 6,1                                     | JFC              | ✘        | NASA JPL Small-Body Database Browser on Lista över numrerade kometer                                              |
| 233P/La Sagra                                            | LSSS                                   | 5,29                     | 3,037              | 11,276              | 0,409         | 17,6                                    | ETC              | ✘        | NASA JPL Small-Body Database Browser on Lista över numrerade kometer                                              |
| 234P/LINEAR                                              | LINEAR                                 | 7,47                     | 3,820              | 11,513              | 0,251         | 6,7                                     | JFC              | ✘        | NASA JPL Small-Body Database Browser on Lista över numrerade kometer                                              |
| 235P/LINEAR                                              | LINEAR                                 | 8,01                     | 4,002              | 8,893               | 0,313         | 6,3                                     | JFC              | ✘        | NASA JPL Small-Body Database Browser on Lista över numrerade kometer                                              |
| 236P/LINEAR                                              | LINEAR                                 | 7,20                     | 3,728              | 16,334              | 0,509         | 14,9                                    | JFC              | ✘        | NASA JPL Small-Body Database Browser on Lista över numrerade kometer                                              |
| 237P/LINEAR                                              | LINEAR                                 | 6,59                     | 3,515              | 15,189              | 0,439         | 6,0                                     | JFC              | ✘        | NASA JPL Small-Body Database Browser on Lista över numrerade kometer                                              |
| 238P/Read                                                | M. T. Read                             | 5,62                     | 3,162              | 1,266               | 0,253         | 10,1                                    | ETC              | ✘        | NASA JPL Small-Body Database Browser on Lista över numrerade kometer                                              |
| 239P/LINEAR                                              | LINEAR                                 | 9,45                     | 4,470              | 11,306              | 0,631         | 15,2                                    | JFC              | ✘        | NASA JPL Small-Body Database Browser on Lista över numrerade kometer                                              |
| 240P/NEAT                                                | NEAT                                   | 7,61                     | 3,868              | 23,525              | 0,450         | 12,4                                    | JFC              | ✘        | NASA JPL Small-Body Database Browser on Lista över numrerade kometer                                              |
| 241P/LINEAR                                              | LINEAR                                 | 10,99                    | 4,942              | 20,952              | 0,615         | 13,8                                    | JFC              | ✘        | NASA JPL Small-Body Database Browser on Lista över numrerade kometer                                              |
| 242P/Spahr                                               | T. B. Spahr                            | 13,41                    | 5,645              | 32,146              | 0,314         | 5,7                                     | JFC              | ✘        | NASA JPL Small-Body Database Browser on Lista över numrerade kometer                                              |
| 243P/NEAT                                                | NEAT                                   | 7,51                     | 3,836              | 7,635               | 0,360         | 10,4                                    | JFC              | ✘        | NASA JPL Small-Body Database Browser on Lista över numrerade kometer                                              |
| 244P/Scotti                                              | J. V. Scotti                           | 10,99                    | 4,944              | 2,267               | 0,204         | 6,9                                     | JFC              | ✘        | NASA JPL Small-Body Database Browser on Lista över numrerade kometer                                              |
| 245P/WISE                                                | WISE                                   | 8,02                     | 4,008              | 21,088              | 0,466         | 13,9                                    | JFC              | ✘        | NASA JPL Small-Body Database Browser on Lista över numrerade kometer                                              |
| 246P/NEAT                                                | NEAT                                   | 8,08                     | 4,026              | 15,971              | 0,285         | 6,4                                     | JFC              | ✘        | NASA JPL Small-Body Database Browser on Lista över numrerade kometer                                              |
| 247P/LINEAR                                              | LINEAR                                 | 7,89                     | 3,965              | 13,682              | 0,626         | 15,6                                    | JFC              | ✘        | NASA JPL Small-Body Database Browser on Lista över numrerade kometer                                              |
| 248P/Gibbs                                               | A. Gibbs                               | 14,63                    | 5,982              | 6,368               | 0,641         | 12,7                                    | JFC              | ✘        | NASA JPL Small-Body Database Browser on Lista över numrerade kometer                                              |
| 249P/LINEAR                                              | LINEAR                                 | 4,62                     | 2,772              | 8,415               | 0,818         | 18,4                                    | JFC              | ✔        | NASA JPL Small-Body Database Browser on Lista över numrerade kometer                                              |
| 250P/Larson                                              | S. Larson                              | 7,21                     | 3,733              | 13,296              | 0,407         | 15,5                                    | JFC              | ✘        | NASA JPL Small-Body Database Browser on Lista över numrerade kometer                                              |
| 251P/LINEAR                                              | LINEAR                                 | 6,52                     | 3,491              | 23,510              | 0,510         | 9,6                                     | JFC              | ✘        | NASA JPL Small-Body Database Browser on Lista över numrerade kometer                                              |
| 252P/LINEAR                                              | LINEAR                                 | 5,32                     | 3,047              | 10,422              | 0,673         | 16,8                                    | JFC              | ✔        | NASA JPL Small-Body Database Browser on Lista över numrerade kometer                                              |
| 253P/PANSTARRS                                           | Pan-STARRS                             | 6,47                     | 3,472              | 4,939               | 0,413         | 13,7                                    | JFC              | ✘        | NASA JPL Small-Body Database Browser on Lista över numrerade kometer                                              |
| 254P/McNaught                                            | R. H. McNaught                         | 10,08                    | 4,667              | 32,569              | 0,312         | 14,3                                    | JFC              | ✘        | NASA JPL Small-Body Database Browser on Lista över numrerade kometer                                              |
| 255P/Levy                                                | D. H. Levy                             | 5,30                     | 3,038              | 18,267              | 0,668         | 11,5                                    | JFC              | ✔        | NASA JPL Small-Body Database Browser on Lista över numrerade kometer                                              |
| 256P/LINEAR                                              | LINEAR                                 | 9,93                     | 4,621              | 27,642              | 0,418         | 12,8                                    | JFC              | ✘        | NASA JPL Small-Body Database Browser on Lista över numrerade kometer                                              |
| 257P/Catalina                                            | CSS                                    | 7,27                     | 3,753              | 20,245              | 0,433         | 15,3                                    | JFC              | ✘        | NASA JPL Small-Body Database Browser on Lista över numrerade kometer                                              |
| 258P/PANSTARRS                                           | Pan-STARRS                             | 9,24                     | 4,403              | 6,745               | 0,210         | 16,5                                    | JFC              | ✘        | NASA JPL Small-Body Database Browser on Lista över numrerade kometer                                              |
| 259P/Garradd                                             | G. Garradd                             | 4,50                     | 2,727              | 15,899              | 0,342         | 13,7                                    | ETC              | ✘        | NASA JPL Small-Body Database Browser on Lista över numrerade kometer                                              |
| 260P/McNaught                                            | R. H. McNaught                         | 7,05                     | 3,677              | 15,766              | 0,594         | 12,7                                    | JFC              | ✘        | NASA JPL Small-Body Database Browser on Lista över numrerade kometer                                              |
| 261P/Larson                                              | S. Larson                              | 6,80                     | 3,588              | 6,328               | 0,390         | 7,6                                     | JFC              | ✘        | NASA JPL Small-Body Database Browser on Lista över numrerade kometer                                              |
| 262P/McNaught–Russell                                    | R. H. McNaught K. S. Russell           | 18,27                    | 6,936              | 29,079              | 0,815         | 13,1                                    | JFC              | ✔        | NASA JPL Small-Body Database Browser on Lista över numrerade kometer                                              |
| 263P/Gibbs                                               | A. Gibbs                               | 5,27                     | 3,030              | 14,472              | 0,587         | 16,8                                    | JFC              | ✔        | NASA JPL Small-Body Database Browser on Lista över numrerade kometer                                              |
| 264P/Larsen                                              | J. Larsen                              | 7,68                     | 3,893              | 25,148              | 0,374         | 12,9                                    | JFC              | ✘        | NASA JPL Small-Body Database Browser on Lista över numrerade kometer                                              |
| 265P/LINEAR                                              | LINEAR                                 | 8,77                     | 4,253              | 14,691              | 0,646         | 14,8                                    | JFC              | ✘        | NASA JPL Small-Body Database Browser on Lista över numrerade kometer                                              |
| 266P/Christensen                                         | E. Christensen                         | 6,64                     | 3,532              | 3,427               | 0,340         | 12,0                                    | ETC              | ✘        | NASA JPL Small-Body Database Browser on Lista över numrerade kometer                                              |
| 267P/LONEOS                                              | LONEOS                                 | 5,97                     | 3,290              | 5,368               | 0,593         | 18,8                                    | JFC              | ✘        | NASA JPL Small-Body Database Browser on Lista över numrerade kometer                                              |
| 268P/Bernardi                                            | F. Bernardi                            | 9,62                     | 4,523              | 15,674              | 0,480         | 13,9                                    | JFC              | ✘        | NASA JPL Small-Body Database Browser on Lista över numrerade kometer                                              |
| 269P/Jedicke                                             | R. Jedicke                             | 19,37                    | 7,212              | 6,612               | 0,435         | 5,6                                     | JFC              | ✘        | NASA JPL Small-Body Database Browser on Lista över numrerade kometer                                              |
| 270P/Gehrels                                             | T. Gehrels                             | 17,55                    | 6,752              | 2,859               | 0,468         | 10,3                                    | JFC              | ✘        | NASA JPL Small-Body Database Browser on Lista över numrerade kometer                                              |
| 271P/van Houten–Lemmon                                   | C. & I. van Houten MLS                 | 18,40                    | 6,969              | 6,856               | 0,390         | 6,4                                     | JFC              | ✘        | NASA JPL Small-Body Database Browser on Lista över numrerade kometer                                              |
| 272P/NEAT                                                | NEAT                                   | 9,40                     | 4,452              | 18,277              | 0,452         | 12,7                                    | JFC              | ✘        | NASA JPL Small-Body Database Browser on Lista över numrerade kometer                                              |
| 273P/Pons–Gambart                                        | J.-L. Pons J.-F. Gambart               | 185,64                   | 32,542             | 136,40              | 0,975         | 11,4                                    | HTC              | ✔        | NASA JPL Small-Body Database Browser on Lista över numrerade kometer                                              |
| 274P/Tombaugh–Tenagra                                    | C. Tombaugh Tenagra II Obs.            | 9,12                     | 4,364              | 15,838              | 0,440         | 11,1                                    | JFC              | ✘        | NASA JPL Small-Body Database Browser on Lista över numrerade kometer                                              |
| 275P/Hermann                                             | S. Hermann                             | 13,84                    | 5,765              | 21,571              | 0,714         | 15,4                                    | JFC              | ✘        | NASA JPL Small-Body Database Browser on Lista över numrerade kometer                                              |
| 276P/Vorobjov                                            | T. Vorobjov                            | 12,61                    | 5,418              | 14,372              | 0,276         | 14,0                                    | JFC              | ✘        | NASA JPL Small-Body Database Browser on Lista över numrerade kometer                                              |
| 277P/LINEAR                                              | LINEAR                                 | 7,59                     | 3,864              | 16,726              | 0,503         | 15,5                                    | JFC              | ✘        | NASA JPL Small-Body Database Browser on Lista över numrerade kometer                                              |
| 278P/McNaught                                            | R. H. McNaught                         | 7,12                     | 3,700              | 6,683               | 0,433         | 13,8                                    | JFC              | ✘        | NASA JPL Small-Body Database Browser on Lista över numrerade kometer                                              |
| 279P/La Sagra                                            | LSSS                                   | 6,75                     | 3,573              | 5,055               | 0,399         | 13,6                                    | JFC              | ✘        | NASA JPL Small-Body Database Browser on Lista över numrerade kometer                                              |
| 280P/Larsen                                              | J. A. Larsen                           | 9,58                     | 4,512              | 11,780              | 0,418         | 11,6                                    | JFC              | ✘        | NASA JPL Small-Body Database Browser on Lista över numrerade kometer                                              |
| 281P/MOSS                                                | MOSS                                   | 10,72                    | 4,862              | 4,721               | 0,174         | 11,3                                    | JFC              | ✘        | NASA JPL Small-Body Database Browser on Lista över numrerade kometer                                              |
| 282P/2003 BM80 (unnamed) = (323137) 2003 BM80            | LONEOS                                 | 8,75                     | 4,245              | 5,810               | 0,189         | ?                                       | MBA-O            | ✘        | NASA JPL Small-Body Database Browser on Lista över numrerade kometer                                              |
| 283P/Spacewatch                                          | Spacewatch                             | 8,41                     | 4,136              | 14,464              | 0,486         | 13,1                                    | JFC              | ✘        | NASA JPL Small-Body Database Browser on Lista över numrerade kometer                                              |
| 284P/McNaught                                            | R. H. McNaught                         | 7,04                     | 3,672              | 11,874              | 0,378         | 7,5                                     | JFC              | ✘        | NASA JPL Small-Body Database Browser on Lista över numrerade kometer                                              |
| 285P/LINEAR                                              | LINEAR                                 | 9,58                     | 4,512              | 24,497              | 0,621         | 13,6                                    | JFC              | ✘        | NASA JPL Small-Body Database Browser on Lista över numrerade kometer                                              |
| 286P/Christensen                                         | E. Christensen                         | 8,35                     | 4,117              | 17,044              | 0,425         | 13,0                                    | JFC              | ✘        | NASA JPL Small-Body Database Browser on Lista över numrerade kometer                                              |
| 287P/Christensen                                         | E. Christensen                         | 8,53                     | 4,176              | 16,302              | 0,269         | 4,6                                     | JFC              | ✘        | NASA JPL Small-Body Database Browser on Lista över numrerade kometer                                              |
| 288P/2006 VW139 (unnamed) = (300163) 2006 VW139          | Spacewatch                             | 5,32                     | 3,047              | 3,240               | 0,201         | ?                                       | MBA              | ✘        | NASA JPL Small-Body Database Browser on Lista över numrerade kometer                                              |
| 289P/Blanpain                                            | J.-J. Blanpain                         | 5,31                     | 3,045              | 5,897               | 0,685         | 22,0                                    | JFC              | ✔        | NASA JPL Small-Body Database Browser on Lista över numrerade kometer                                              |
| 290P/Jäger                                               | M. Jäger                               | 15,08                    | 6,104              | 19,068              | 0,647         | 9,7                                     | JFC              | ✘        | NASA JPL Small-Body Database Browser on Lista över numrerade kometer                                              |
| 291P/NEAT                                                | NEAT                                   | 9,73                     | 4,559              | 5,947               | 0,429         | 5,5                                     | JFC              | ✘        | NASA JPL Small-Body Database Browser on Lista över numrerade kometer                                              |
| 292P/Li                                                  | W. Li                                  | 15,20                    | 6,135              | 24,316              | 0,587         | 9,7                                     | JFC              | ✘        | NASA JPL Small-Body Database Browser on Lista över numrerade kometer                                              |
| 293P/Spacewatch                                          | Spacewatch                             | 6,93                     | 3,633              | 9,068               | 0,419         | 12,9                                    | JFC              | ✘        | NASA JPL Small-Body Database Browser on Lista över numrerade kometer                                              |
| 294P/LINEAR                                              | LINEAR                                 | 5,71                     | 3,194              | 18,542              | 0,599         | 17,9                                    | JFC              | ✔        | NASA JPL Small-Body Database Browser on Lista över numrerade kometer                                              |
| 295P/LINEAR                                              | LINEAR                                 | 12,36                    | 5,345              | 21,097              | 0,615         | 13,3                                    | JFC              | ✘        | NASA JPL Small-Body Database Browser on Lista över numrerade kometer                                              |
| 296P/Garradd                                             | G. Garradd                             | 6,56                     | 3,503              | 25,204              | 0,477         | 11,6                                    | JFC              | ✘        | NASA JPL Small-Body Database Browser on Lista över numrerade kometer                                              |
| 297P/Beshore                                             | E. Beshore                             | 6,50                     | 3,484              | 10,263              | 0,309         | 6,1                                     | ETC              | ✘        | NASA JPL Small-Body Database Browser on Lista över numrerade kometer                                              |
| 298P/Christensen                                         | E. Christensen                         | 6,52                     | 3,490              | 8,022               | 0,412         | 16,2                                    | JFC              | ✘        | NASA JPL Small-Body Database Browser on Lista över numrerade kometer                                              |
| 299P/Catalina–PANSTARRS                                  | CSS Pan-STARRS                         | 9,14                     | 4,373              | 10,480              | 0,282         | 5,0                                     | JFC              | ✘        | NASA JPL Small-Body Database Browser on Lista över numrerade kometer                                              |
| 300P/Catalina                                            | CSS                                    | 4,42                     | 2,694              | 5,697               | 0,694         | 17,6                                    | JFC              | ✔        | NASA JPL Small-Body Database Browser on Lista över numrerade kometer                                              |
| 301P/LINEAR–NEAT                                         | LINEAR NEAT                            | 13,56                    | 5,687              | 10,618              | 0,587         | 11,0                                    | JFC              | ✘        | NASA JPL Small-Body Database Browser on Lista över numrerade kometer                                              |
| 302P/Lemmon–PANSTARRS                                    | MLS Pan-STARRS                         | 8,85                     | 4,279              | 6,031               | 0,228         | 13,0                                    | JFC              | ✘        | NASA JPL Small-Body Database Browser on Lista över numrerade kometer                                              |
| 303P/NEAT                                                | NEAT                                   | 11,43                    | 5,075              | 7,068               | 0,510         | 12,5                                    | JFC              | ✘        | NASA JPL Small-Body Database Browser on Lista över numrerade kometer                                              |
| 304P/Ory                                                 | M. Ory                                 | 5,84                     | 3,244              | 2,756               | 0,574         | 15,0                                    | JFC              | ✘        | NASA JPL Small-Body Database Browser on Lista över numrerade kometer                                              |
| 305P/Skiff                                               | B. A. Skiff                            | 9,93                     | 4,620              | 11,520              | 0,696         | 14,2                                    | JFC              | ✘        | NASA JPL Small-Body Database Browser on Lista över numrerade kometer                                              |
| 306P/LINEAR                                              | LINEAR                                 | 5,47                     | 3,104              | 8,364               | 0,598         | 17,7                                    | JFC              | ✔        | NASA JPL Small-Body Database Browser on Lista över numrerade kometer                                              |
| 307P/LINEAR                                              | LINEAR                                 | 13,99                    | 5,807              | 4,425               | 0,675         | 13,0                                    | JFC              | ✘        | NASA JPL Small-Body Database Browser on Lista över numrerade kometer                                              |
| 308P/Lagerkvist–Carsenty                                 | C.-I. Lagerkvist U. Carsenty           | 17,24                    | 6,674              | 4,840               | 0,362         | 10,6                                    | JFC              | ✘        | NASA JPL Small-Body Database Browser on Lista över numrerade kometer                                              |
| 309P/LINEAR                                              | LINEAR                                 | 9,39                     | 4,451              | 17,662              | 0,607         | 15,7                                    | JFC              | ✘        | NASA JPL Small-Body Database Browser on Lista över numrerade kometer                                              |
| 310P/Hill                                                | R. Hill                                | 8,50                     | 4,166              | 13,179              | 0,425         | 10,6                                    | JFC              | ✘        | NASA JPL Small-Body Database Browser on Lista över numrerade kometer                                              |
| 311P/PANSTARRS                                           | Pan-STARRS                             | 3,24                     | 2,189              | 4,968               | 0,115         | 14,8                                    | ETC              | ✘        | NASA JPL Small-Body Database Browser on Lista över numrerade kometer                                              |
| 312P/NEAT                                                | NEAT                                   | 6,43                     | 3,458              | 19,807              | 0,431         | 17,0                                    | JFC              | ✘        | NASA JPL Small-Body Database Browser on Lista över numrerade kometer                                              |
| 313P/Gibbs                                               | A. Gibbs                               | 5,60                     | 3,155              | 10,967              | 0,242         | 16,5                                    | ETC              | ✘        | NASA JPL Small-Body Database Browser on Lista över numrerade kometer                                              |
| 314P/Montani                                             | J. Montani                             | 19,62                    | 7,275              | 3,977               | 0,416         | 10,3                                    | JFC              | ✘        | NASA JPL Small-Body Database Browser on Lista över numrerade kometer                                              |
| 315P/LONEOS                                              | LONEOS                                 | 11,26                    | 5,023              | 17,907              | 0,516         | 10,1                                    | JFC              | ✘        | NASA JPL Small-Body Database Browser on Lista över numrerade kometer                                              |
| 316P/LONEOS–Christensen                                  | LONEOS E. Christensen                  | 9,00                     | 4,328              | 9,883               | 0,166         | 11,2                                    | JFC              | ✘        | NASA JPL Small-Body Database Browser on Lista över numrerade kometer                                              |
| 317P/WISE                                                | WISE                                   | 5,08                     | 2,957              | 11,963              | 0,580         | 19,5                                    | JFC              | ✔        | NASA JPL Small-Body Database Browser on Lista över numrerade kometer                                              |
| 318P/McNaught–Hartley                                    | R. H. McNaught M. Hartley              | 20,68                    | 7,534              | 17,893              | 0,675         | 9,9                                     | JFC              | ✘        | NASA JPL Small-Body Database Browser on Lista över numrerade kometer                                              |
| 319P/Catalina–McNaught                                   | CSS R. H. McNaught                     | 6,75                     | 3,573              | 15,074              | 0,665         | 17,0                                    | JFC              | ✔        | NASA JPL Small-Body Database Browser on Lista över numrerade kometer                                              |
| 320P/McNaught                                            | R. H.McNaught                          | 5,47                     | 3,103              | 4,894               | 0,682         | 19,6                                    | JFC              | ✔        | NASA JPL Small-Body Database Browser on Lista över numrerade kometer                                              |
| 321P/SOHO                                                | SOHO                                   | 3,78                     | 2,427              | 19,736              | 0,981         |                                         | JFC              | ✔        | NASA JPL Small-Body Database Browser on Lista över numrerade kometer                                              |
| 322P/SOHO                                                | SOHO                                   | 3,99                     | 2,516              | 12,589              | 0,979         | 19,0                                    | JFC              | ✔        | NASA JPL Small-Body Database Browser on Lista över numrerade kometer                                              |
| 323P/SOHO                                                | SOHO                                   | 4,22                     | 2,611              | 6,485               | 0,982         |                                         | JFC              | ✔        | NASA JPL Small-Body Database Browser on Lista över numrerade kometer                                              |
| 324P/La Sagra                                            | LSSS                                   | 5,45                     | 3,096              | 21,417              | 0,154         | 7,0                                     | ETC              | ✘        | NASA JPL Small-Body Database Browser on Lista över numrerade kometer                                              |
| 325P/Yang–Gao                                            | R. Yang X. Gao                         | 6,32                     | 3,420              | 16,158              | 0,621         | 15,7                                    | JFC              | ✔        | NASA JPL Small-Body Database Browser on Lista över numrerade kometer                                              |
| 326P/Hill                                                | R. Hill                                | 8,22                     | 4,073              | 2,471               | 0,318         | 13,9                                    | JFC              | ✘        | NASA JPL Small-Body Database Browser on Lista över numrerade kometer                                              |
| 327P/Van Ness                                            | M. E. Van Ness                         | 6,71                     | 3,558              | 36,282              | 0,564         | 11,9                                    | JFC              | ✘        | NASA JPL Small-Body Database Browser on Lista över numrerade kometer                                              |
| 328P/LONEOS–Tucker                                       | LONEOS R. A. Tucker                    | 8,59                     | 4,195              | 17,711              | 0,552         | 7,1                                     | JFC              | ✘        | NASA JPL Small-Body Database Browser on Lista över numrerade kometer                                              |
| 329P/LINEAR–Catalina                                     | LINEAR CSS                             | 11,82                    | 5,189              | 21,467              | 0,680         | 9,0                                     | JFC              | ✘        | NASA JPL Small-Body Database Browser on Lista över numrerade kometer                                              |
| 330P/Catalina                                            | CSS                                    | 16,92                    | 6,589              | 15,543              | 0,549         | 9,5                                     | JFC              | ✘        | NASA JPL Small-Body Database Browser on Lista över numrerade kometer                                              |
| 331P/Gibbs                                               | A. Gibbs                               | 5,21                     | 3,004              | 9,740               | 0,042         | 16,2                                    | ETC              | ✘        | NASA JPL Small-Body Database Browser on Lista över numrerade kometer                                              |
| 332P/Ikeya–Murakami [list]                               | K. Ikeya S. Murakami                   | 5,42                     | 3,087              | 9,378               | 0,489         | 5,2                                     | ETC              | ✘        | NASA JPL Small-Body Database Browser on Lista över numrerade kometer NASA JPL Small-Body Database Browser on list |
| 333P/LINEAR                                              | LINEAR                                 | 8,68                     | 4,224              | 131,88              | 0,736         | 15,0                                    | JFC              | ✔        | NASA JPL Small-Body Database Browser on Lista över numrerade kometer                                              |
| 334P/NEAT                                                | NEAT                                   | 16,52                    | 6,488              | 19,057              | 0,354         | 6,7                                     | JFC              | ✘        | NASA JPL Small-Body Database Browser on Lista över numrerade kometer                                              |
| 335P/Gibbs                                               | A. Gibbs                               | 6,80                     | 3,589              | 7,275               | 0,543         | 16,5                                    | JFC              | ✘        | NASA JPL Small-Body Database Browser on Lista över numrerade kometer                                              |
| 336P/McNaught                                            | R. H. McNaught                         | 10,56                    | 4,813              | 18,562              | 0,453         | 8,0                                     | JFC              | ✘        | NASA JPL Small-Body Database Browser on Lista över numrerade kometer                                              |
| 337P/WISE                                                | WISE                                   | 5,97                     | 3,291              | 15,397              | 0,498         | 16,5                                    | JFC              | ✘        | NASA JPL Small-Body Database Browser on Lista över numrerade kometer                                              |
| 338P/McNaught                                            | R. H. McNaught                         | 7,70                     | 3,900              | 25,374              | 0,411         | 11,8                                    | JFC              | ✘        | NASA JPL Small-Body Database Browser on Lista över numrerade kometer                                              |
| 339P/Gibbs                                               | A. Gibbs                               | 7,05                     | 3,676              | 5,748               | 0,640         | 12,1                                    | JFC              | ✘        | NASA JPL Small-Body Database Browser on Lista över numrerade kometer                                              |
| 340P/Boattini                                            | A. Boattini                            | 8,77                     | 4,251              | 2,077               | 0,280         | 11,9                                    | JFC              | ✘        | NASA JPL Small-Body Database Browser on Lista över numrerade kometer                                              |
| 341P/Gibbs                                               | A. Gibbs                               | 8,89                     | 4,291              | 3,800               | 0,415         | 15,8                                    | JFC              | ✘        | NASA JPL Small-Body Database Browser on Lista över numrerade kometer                                              |
| 342P/SOHO                                                | SOHO                                   | 5,31                     | 3,043              | 13,275              | 0,983         |                                         | JFC              | ✔        | NASA JPL Small-Body Database Browser on Lista över numrerade kometer                                              |
| 343P/NEAT–LONEOS                                         | NEAT LONEOS                            | 12,81                    | 5,475              | 5,584               | 0,584         | 6,0                                     | JFC              | ✘        | NASA JPL Small-Body Database Browser on Lista över numrerade kometer                                              |
| 344P/Read                                                | M. T. Read                             | 10,80                    | 4,887              | 3,483               | 0,422         | 12,5                                    | JFC              | ✘        | NASA JPL Small-Body Database Browser on Lista över numrerade kometer                                              |
| 345P/LINEAR                                              | LINEAR                                 | 8,13                     | 4,042              | 2,725               | 0,220         | 12,4                                    | ETC              | ✘        | NASA JPL Small-Body Database Browser on Lista över numrerade kometer                                              |
| 346P/Catalina                                            | CSS                                    | 9,49                     | 4,482              | 22,167              | 0,504         | 14,0                                    | JFC              | ✘        | NASA JPL Small-Body Database Browser on Lista över numrerade kometer                                              |
| 347P/PANSTARRS                                           | Pan-STARRS                             | 6,86                     | 3,611              | 11,745              | 0,384         | 13,6                                    | JFC              | ✘        | NASA JPL Small-Body Database Browser on Lista över numrerade kometer                                              |
| 348P/PANSTARRS                                           | Pan-STARRS                             | 5,63                     | 3,165              | 17,584              | 0,301         | 16,5                                    | ETC              | ✘        | NASA JPL Small-Body Database Browser on Lista över numrerade kometer                                              |
| 349P/Lemmon                                              | MLS                                    | 6,74                     | 3,568              | 5,499               | 0,301         | 6,9                                     | ETC              | ✘        | NASA JPL Small-Body Database Browser on Lista över numrerade kometer                                              |
| 350P/McNaught                                            | R. H. McNaught                         | 8,32                     | 4,105              | 7,356               | 0,087         | 11,4                                    | ETC              | ✘        | NASA JPL Small-Body Database Browser on Lista över numrerade kometer                                              |
| 351P/Wiegert–PANSTARRS                                   | P. Wiegert Pan-STARRS                  | 9,32                     | 4,428              | 12,789              | 0,295         | 12,5                                    | JFC              | ✘        | NASA JPL Small-Body Database Browser on Lista över numrerade kometer                                              |
| 352P/Skiff                                               | B. A. Skiff                            | 16,95                    | 6,598              | 21,065              | 0,618         | 10,5                                    | JFC              | ✘        | NASA JPL Small-Body Database Browser on Lista över numrerade kometer                                              |
| 353P/McNaught                                            | R. H. McNaught                         | 8,50                     | 4,164              | 28,424              | 0,469         | 8,5                                     | JFC              | ✘        | NASA JPL Small-Body Database Browser on Lista över numrerade kometer                                              |
| 354P/LINEAR                                              | LINEAR                                 | 3,46                     | 2,290              | 5,256               | 0,125         | 15,5                                    | ETC              | ✘        | NASA JPL Small-Body Database Browser on Lista över numrerade kometer                                              |
| 355P/LINEAR–NEAT                                         | LINEAR NEAT                            | 6,47                     | 3,472              | 11,044              | 0,508         | 12,0                                    | JFC              | ✘        | NASA JPL Small-Body Database Browser on Lista över numrerade kometer                                              |
| 356P/WISE                                                | WISE                                   | 8,49                     | 4,163              | 9,630               | 0,354         | 6,5                                     | JFC              | ✘        | NASA JPL Small-Body Database Browser on Lista över numrerade kometer                                              |
| 357P/Hill                                                | R. Hill                                | 9,39                     | 4,450              | 6,326               | 0,435         | 5,0                                     | JFC              | ✘        | NASA JPL Small-Body Database Browser on Lista över numrerade kometer                                              |
| 358P/PANSTARRS                                           | Pan-STARRS                             | 5,61                     | 3,155              | 11,058              | 0,236         | 15,7                                    | ETC              | ✘        | NASA JPL Small-Body Database Browser on Lista över numrerade kometer                                              |
| 359P/LONEOS                                              | LONEOS                                 | 9,97                     | 4,631              | 10,263              | 0,322         | 11,5                                    | JFC              | ✘        | NASA JPL Small-Body Database Browser on Lista över numrerade kometer                                              |
| 360P/WISE                                                | WISE                                   | 7,13                     | 3,703              | 24,081              | 0,497         | 14,4                                    | JFC              | ✘        | NASA JPL Small-Body Database Browser on Lista över numrerade kometer                                              |
| 361P/Spacewatch                                          | Spacewatch                             | 11,00                    | 4,946              | 13,883              | 0,438         | 4,6                                     | JFC              | ✘        | NASA JPL Small-Body Database Browser on Lista över numrerade kometer                                              |
| 362P/2008 GO98 (unnamed) = (457175) 2008 GO98            | Spacewatch                             | 7,90                     | 3,967              | 15,560              | 0,280         | ?                                       | MBA-O            | ✘        | NASA JPL Small-Body Database Browser on Lista över numrerade kometer                                              |
| 363P/Lemmon                                              | MLS                                    | 6,28                     | 3,405              | 3,973               | 0,558         | 18,0                                    | JFC              | ✘        | NASA JPL Small-Body Database Browser on Lista över numrerade kometer                                              |
| 364P/PANSTARRS                                           | Pan-STARRS                             | 4,88                     | 2,877              | 12,155              | 0,723         | 16,6                                    | JFC              | ✔        | NASA JPL Small-Body Database Browser on Lista över numrerade kometer                                              |
| 365P/PANSTARRS                                           | Pan-STARRS                             | 5,69                     | 3,186              | 9,836               | 0,573         | 17,0                                    | JFC              | ✘        | NASA JPL Small-Body Database Browser on Lista över numrerade kometer                                              |
| 366P/Spacewatch                                          | Spacewatch                             | 6,55                     | 3,501              | 8,854               | 0,347         | 13,2                                    | ETC              | ✘        | NASA JPL Small-Body Database Browser on Lista över numrerade kometer                                              |
| 367P/Catalina                                            | CSS                                    | 6,58                     | 3,511              | 8,460               | 0,280         | 11,1                                    | ETC              | ✘        | NASA JPL Small-Body Database Browser on Lista över numrerade kometer                                              |
| 368P/NEAT                                                | NEAT                                   | 12,91                    | 5,504              | 15,448              | 0,629         | 14,7                                    | JFC              | ✘        | NASA JPL Small-Body Database Browser on Lista över numrerade kometer                                              |
| 369P/Hill                                                | R. Hill                                | 9,18                     | 4,385              | 10,318              | 0,555         | 12,8                                    | JFC              | ✘        | NASA JPL Small-Body Database Browser on Lista över numrerade kometer                                              |
| 370P/NEAT                                                | NEAT                                   | 16,43                    | 6,462              | 19,365              | 0,613         | 6,2                                     | JFC              | ✘        | NASA JPL Small-Body Database Browser on Lista över numrerade kometer                                              |
| 371P/LINEAR–Skiff                                        | LINEAR B. A. Skiff                     | 8,50                     | 4,164              | 17,413              | 0,478         | 7,0                                     | JFC              | ✘        | NASA JPL Small-Body Database Browser on Lista över numrerade kometer                                              |
| 372P/McNaught                                            | R. H. McNaught                         | 9,53                     | 4,494              | 9,519               | 0,154         | 7,1                                     | JFC              | ✘        | NASA JPL Small-Body Database Browser on Lista över numrerade kometer                                              |
| 373P/Rinner                                              | C. Rinner                              | 7,41                     | 3,802              | 13,771              | 0,394         | 6,0                                     | JFC              | ✘        | NASA JPL Small-Body Database Browser on Lista över numrerade kometer                                              |
| 374P/Larson                                              | S. Larson                              | 11,08                    | 4,969              | 10,791              | 0,463         | 6,8                                     | JFC              | ✘        | NASA JPL Small-Body Database Browser on Lista över numrerade kometer                                              |
| 375P/Hill                                                | R. Hill                                | 13,14                    | 5,567              | 17,370              | 0,660         | 13,5                                    | JFC              | ✘        | NASA JPL Small-Body Database Browser on Lista över numrerade kometer                                              |
| 376P/LONEOS                                              | LONEOS                                 | 14,18                    | 5,858              | 1,189               | 0,515         | 9,1                                     | JFC              | ✘        | NASA JPL Small-Body Database Browser on Lista över numrerade kometer                                              |
| 377P/Scotti                                              | J. V. Scotti                           | 17,45                    | 6,727              | 9,018               | 0,251         | 7,1                                     | JFC              | ✘        | NASA JPL Small-Body Database Browser on Lista över numrerade kometer                                              |
| 378P/McNaught                                            | R. H. McNaught                         | 15,85                    | 6,310              | 19,168              | 0,467         | 12,5                                    | JFC              | ✘        | NASA JPL Small-Body Database Browser on Lista över numrerade kometer                                              |
| 379P/Spacewatch                                          | Spacewatch                             | 6,63                     | 3,529              | 12,379              | 0,336         | 10,8                                    | JFC              | ✘        | NASA JPL Small-Body Database Browser on Lista över numrerade kometer                                              |
| 380P/PANSTARRS                                           | Pan-STARRS                             | 9,63                     | 4,528              | 8,234               | 0,326         | 7,8                                     | JFC              | ✘        | NASA JPL Small-Body Database Browser on Lista över numrerade kometer                                              |
| 381P/LINEAR–Spacewatch                                   | LINEAR Spacewatch                      | 19,00                    | 7,121              | 28,465              | 0,679         | 13,8                                    | JFC              | ✘        | NASA JPL Small-Body Database Browser on Lista över numrerade kometer                                              |
| 382P/Larson                                              | S. Larson                              | 14,80                    | 6,027              | 7,876               | 0,278         | 5,6                                     | JFC              | ✘        | NASA JPL Small-Body Database Browser on Lista över numrerade kometer                                              |
| 383P/Christensen                                         | E. Christensen                         | 6,54                     | 3,497              | 11,868              | 0,611         | 18,5                                    | JFC              | ✘        | NASA JPL Small-Body Database Browser on Lista över numrerade kometer                                              |
| 384P/Kowalski                                            | R. A. Kowalski                         | 4,96                     | 2,910              | 7,296               | 0,615         | 19,9                                    | JFC              | ✔        | NASA JPL Small-Body Database Browser on Lista över numrerade kometer                                              |
| 385P/Hill                                                | R. Hill                                | 8,84                     | 4,275              | 16,856              | 0,402         | 7,4                                     | JFC              | ✘        | NASA JPL Small-Body Database Browser on Lista över numrerade kometer                                              |
| 386P/PANSTARRS                                           | Pan-STARRS                             | 8,15                     | 4,051              | 15,244              | 0,418         | 10,2                                    | JFC              | ✘        | NASA JPL Small-Body Database Browser on Lista över numrerade kometer                                              |
| 387P/Boattini                                            | A. Boattini                            | 10,51                    | 4,799              | 8,893               | 0,736         | 14,1                                    | JFC              | ✔        | NASA JPL Small-Body Database Browser on Lista över numrerade kometer                                              |
| 388P/Gibbs                                               | A. Gibbs                               | 11,99                    | 5,239              | 23,886              | 0,619         | 11,3                                    | JFC              | ✘        | NASA JPL Small-Body Database Browser on Lista över numrerade kometer                                              |
| 389P/Siding Spring                                       | Siding Spring                          | 13,33                    | 5,622              | 160,08              | 0,704         | 14,4                                    | JFC              | ✘        | NASA JPL Small-Body Database Browser on Lista över numrerade kometer                                              |
| 390P/Gibbs                                               | A. Gibbs                               | 13,98                    | 5,802              | 18,541              | 0,707         | 12,6                                    | JFC              | ✘        | NASA JPL Small-Body Database Browser on Lista över numrerade kometer                                              |
| 391P/Kowalski                                            | R. A. Kowalski                         | 10,14                    | 4,685              | 21,270              | 0,121         | 13,2                                    | JFC              | ✘        | NASA JPL Small-Body Database Browser on Lista över numrerade kometer                                              |
| 392P/LINEAR                                              | LINEAR                                 | 15,27                    | 6,156              | 4,939               | 0,683         | 16,3                                    | JFC              | ✘        | NASA JPL Small-Body Database Browser on Lista över numrerade kometer                                              |
| 393P/Spacewatch–Hill                                     | Spacewatch R. Hill                     | 10,43                    | 4,773              | 16,807              | 0,120         | 7,5                                     | JFC              | ✘        | NASA JPL Small-Body Database Browser on Lista över numrerade kometer                                              |
| 394P/PANSTARRS                                           | Pan-STARRS                             | 9,04                     | 4,339              | 8,527               | 0,369         | 16,9                                    | JFC              | ✘        | NASA JPL Small-Body Database Browser on Lista över numrerade kometer                                              |
| 395P/Catalina–NEAT                                       | CSS NEAT                               | 16,37                    | 6,448              | 3,276               | 0,375         | 9,9                                     | JFC              | ✘        | NASA JPL Small-Body Database Browser on Lista över numrerade kometer                                              |
| 396P/Leonard                                             | G. Leonard                             | 17,91                    | 6,846              | 5,434               | 0,418         | 15,6                                    | JFC              | ✘        | NASA JPL Small-Body Database Browser on Lista över numrerade kometer                                              |
| 397P/Lemmon                                              | MLS                                    | 7,67                     | 3,888              | 11,068              | 0,391         | 7,3                                     | JFC              | ✘        | NASA JPL Small-Body Database Browser on Lista över numrerade kometer                                              |
| 398P/Boattini                                            | A. Boattini                            | 5,56                     | 3,137              | 10,980              | 0,580         | 16,1                                    | JFC              | ✘        | NASA JPL Small-Body Database Browser on Lista över numrerade kometer                                              |
| 399P/PANSTARRS                                           | Pan-STARRS                             | 7,46                     | 3,818              | 13,334              | 0,440         | 16,3                                    | JFC              | ✘        | NASA JPL Small-Body Database Browser on Lista över numrerade kometer                                              |
| 400P/PANSTARRS                                           | Pan-STARRS                             | 6,73                     | 3,564              | 10,920              | 0,409         | 15,2                                    | JFC              | ✘        | NASA JPL Small-Body Database Browser on Lista över numrerade kometer                                              |
| 401P/McNaught                                            | R. H. McNaught                         | 13,58                    | 5,693              | 12,865              | 0,582         | 11,8                                    | JFC              | ✘        | NASA JPL Small-Body Database Browser on Lista över numrerade kometer                                              |
| 402P/LINEAR                                              | LINEAR                                 | 18,54                    | 7,005              | 30,842              | 0,437         | 4,2                                     | JFC              | ✘        | NASA JPL Small-Body Database Browser on Lista över numrerade kometer                                              |
| 403P/Catalina                                            | CSS                                    | 12,58                    | 5,408              | 12,323              | 0,504         | 7,1                                     | JFC              | ✘        | NASA JPL Small-Body Database Browser on Lista över numrerade kometer                                              |
| 404P/Bressi                                              | T. Bressi                              | 12,09                    | 5,269              | 9,755               | 0,086         | 7,2                                     | JFC              | ✘        | NASA JPL Small-Body Database Browser on Lista över numrerade kometer                                              |
| 405P/Lemmon                                              | MLS                                    | 6,85                     | 3,607              | 9,365               | 0,689         | 18,8                                    | JFC              | ✔        | NASA JPL Small-Body Database Browser on Lista över numrerade kometer                                              |
| 406P/Gibbs                                               | A. Gibbs                               | 6,38                     | 3,440              | 1,434               | 0,574         | 16,7                                    | JFC              | ✘        | NASA JPL Small-Body Database Browser on Lista över numrerade kometer                                              |
| 407P/PANSTARRS–Fuls                                      | Pan-STARRS D. Fuls                     | 6,42                     | 3,455              | 4,896               | 0,385         | 7,3                                     | ETC              | ✘        | NASA JPL Small-Body Database Browser on Lista över numrerade kometer                                              |
| 408P/Novichonok–Gerke                                    | A. Novichonok V. Gerke                 | 10,64                    | 4,836              | 19,219              | 0,265         | 10,0                                    | JFC              | ✘        | NASA JPL Small-Body Database Browser on Lista över numrerade kometer                                              |
| 409P/LONEOS–Hill                                         | LONEOS R. Hill                         | 14,89                    | 6,053              | 17,144              | 0,711         | 14,3                                    | JFC              | ✘        | NASA JPL Small-Body Database Browser on Lista över numrerade kometer                                              |
| 410P/NEAT–LINEAR                                         | NEAT LINEAR                            | 16,98                    | 6,605              | 9,404               | 0,510         | 12,4                                    | JFC              | ✘        | NASA JPL Small-Body Database Browser on Lista över numrerade kometer                                              |
| 411P/Christensen                                         | E. Christensen                         | 13,99                    | 5,807              | 12,394              | 0,582         | 14,7                                    | JFC              | ✘        | NASA JPL Small-Body Database Browser on Lista över numrerade kometer                                              |
| 412P/WISE                                                | WISE                                   | 5,48                     | 3,107              | 8,937               | 0,481         | 15,2                                    | ETC              | ✘        | NASA JPL Small-Body Database Browser on Lista över numrerade kometer                                              |
| 413P/Larson                                              | S. Larson                              | 7,16                     | 3,714              | 15,984              | 0,424         | 14,9                                    | JFC              | ✘        | NASA JPL Small-Body Database Browser on Lista över numrerade kometer                                              |
| 414P/STEREO                                              | STEREO                                 | 4,67                     | 2,795              | 23,384              | 0,812         | 16,0                                    | JFC              | ✔        | NASA JPL Small-Body Database Browser on Lista över numrerade kometer                                              |
| 415P/Tenagra                                             | Tenagra Obs.                           | 8,35                     | 4,115              | 31,790              | 0,195         | 7,3                                     | JFC              | ✘        | NASA JPL Small-Body Database Browser on Lista över numrerade kometer                                              |
| 416P/Scotti                                              | J. V. Scotti                           | 8,02                     | 4,005              | 3,365               | 0,456         | 16,1                                    | JFC              | ✘        | NASA JPL Small-Body Database Browser on Lista över numrerade kometer                                              |
| 417P/NEOWISE                                             | NEOWISE                                | 6,13                     | 3,350              | 8,129               | 0,555         | 17,4                                    | JFC              | ✘        | NASA JPL Small-Body Database Browser on Lista över numrerade kometer                                              |
| 418P/LINEAR                                              | LINEAR                                 | 11,52                    | 5,102              | 5,782               | 0,664         | 14,2                                    | JFC              | ✘        | NASA JPL Small-Body Database Browser on Lista över numrerade kometer                                              |
| 419P/PANSTARRS                                           | Pan-STARRS                             | 6,61                     | 3,522              | 2,804               | 0,278         | 7,0                                     | ETC              | ✘        | NASA JPL Small-Body Database Browser on Lista över numrerade kometer                                              |
| 420P/Hill                                                | R. Hill                                | 13,01                    | 5,531              | 14,445              | 0,496         | 15,4                                    | JFC              | ✘        | NASA JPL Small-Body Database Browser on Lista över numrerade kometer                                              |
| 421P/McNaught                                            | R. H. McNaught                         | 11,45                    | 5,079              | 10,094              | 0,675         | 13,9                                    | JFC              | ✘        | NASA JPL Small-Body Database Browser on Lista över numrerade kometer                                              |
| 422P/Christensen                                         | E. Christensen                         | 15,59                    | 6,242              | 39,615              | 0,509         | 10,1                                    | JFC              | ✘        | NASA JPL Small-Body Database Browser on Lista över numrerade kometer                                              |
| 423P/Lemmon                                              | MLS                                    | 15,32                    | 6,168              | 8,350               | 0,119         | 13,6                                    | JFC              | ✘        | NASA JPL Small-Body Database Browser on Lista över numrerade kometer                                              |
| 424P/La Sagra                                            | LSSS                                   | 9,31                     | 4,426              | 8,578               | 0,691         | 17,6                                    | JFC              | ✘        | NASA JPL Small-Body Database Browser on Lista över numrerade kometer                                              |
| 425P/Kowalski                                            | R. A. Kowalski                         | 16,18                    | 6,398              | 16,782              | 0,530         | 7,2                                     | JFC              | ✘        | NASA JPL Small-Body Database Browser on Lista över numrerade kometer                                              |
| 426P/PANSTARRS                                           | Pan-STARRS                             | 5,69                     | 3,188              | 17,773              | 0,161         | 17,2                                    | ETC              | ✘        | NASA JPL Small-Body Database Browser on Lista över numrerade kometer                                              |
| 427P/ATLAS                                               | ATLAS                                  | 5,65                     | 3,171              | 11,849              | 0,313         | 10,7                                    | ETC              | ✘        | NASA JPL Small-Body Database Browser on Lista över numrerade kometer                                              |
| 428P/Gibbs                                               | A. Gibbs                               | 6,50                     | 8,515              | 3,483               | 0,519         | 9,9                                     | JFC              | ✘        | NASA JPL Small-Body Database Browser on Lista över numrerade kometer                                              |
| 429P/LINEAR–Hill                                         | LINEAR-R. Hill                         | 6,52                     | 7,750              | 3,492               | 0,5107        | 11,9                                    | JFC              | ✘        | NASA JPL Small-Body Database Browser on Lista över numrerade kometer                                              |
| 430P/Scotti                                              | J. V. Scotti                           | 5,48                     | 4,474              | 3,108               | 0,499         | 17,3                                    | ETC              | ✘        | NASA JPL Small-Body Database Browser on Lista över numrerade kometer                                              |
| 431P/Scotti                                              | J. V. Scotti                           | 6,35                     | 22,651             | 3,431               | 0,489         | 11,5                                    | JFC              | ✘        | NASA JPL Small-Body Database Browser on Lista över numrerade kometer                                              |
| 432P/PANSTARRS                                           | Pan-STARRS                             | 5,29                     | 10,071             | 3,036               | 0,242         | 18,4                                    | ETC              | ✘        | NASA JPL Small-Body Database Browser on Lista över numrerade kometer                                              |
| 433P/2005 QN173 (unnamed) = (248370) 2005 QN173          | NEAT                                   | 5,37                     | 3,067              | 0,067               | 0,226         | 15,61                                   | MBA              | ✘        | NASA JPL Small-Body Database Browser on Lista över numrerade kometer                                              |
| 434P/Tenagra                                             | Tenagra II Obs.                        | 8,50                     | 4,166              | 6,284               | 0,267         | 11,8                                    | JFC              | ✘        | NASA JPL Small-Body Database Browser on Lista över numrerade kometer                                              |
| 435P/PANSTARRS                                           | Pan-STARRS                             | 5,24                     | 3,018              | 18,889              | 0,319         | 18,8                                    | ETC              | ✘        | NASA JPL Small-Body Database Browser on Lista över numrerade kometer                                              |
| 436P/Garradd                                             | G. Garradd                             | 14,16                    | 5,85               | 20,221              | 0,672         | 11,1                                    | JFC              | ✘        | NASA JPL Small-Body Database Browser on Lista över numrerade kometer                                              |
| 437P/PANSTARRS                                           | Pan-STARRS                             | 9,74                     | 4,560              | 3,690               | 0,252         | 7,7                                     | JFC              | ✘        | NASA JPL Small-Body Database Browser on Lista över numrerade kometer                                              |
| 438P/Christensen                                         | E. Christensen                         | 7,471                    | 3,822              | 8,336               | 0,422         | 18,0                                    | JFC              | ✘        | NASA JPL Small-Body Database Browser on Lista över numrerade kometer                                              |
| 439P/LINEAR                                              | LINEAR                                 | 6,156                    | 3,359              | 6,958               | 0,510         | 12,4                                    | JFC              | ✘        | NASA JPL Small-Body Database Browser on Lista över numrerade kometer                                              |
| 440P/Kobayashi                                           | T. Kobayashi                           | 25,081                   | 8,568              | 12,377              | 0,761         | 7,4                                     | JFC              | ✘        | NASA JPL Small-Body Database Browser on Lista över numrerade kometer                                              |
| 441P/PANSTARRS                                           | Pan-STARRS                             | 8,41                     | 4,135              | 2,574               | 0,196         | 16,3                                    | JFC              | ✘        | NASA JPL Small-Body Database Browser on Lista över numrerade kometer                                              |
| 442P/McNaught                                            | R. H. McNaught                         | 11,39                    | 5,036              | 6,046               | 0,533         | 15,4                                    | JFC              | ✘        | NASA JPL Small-Body Database Browser on Lista över numrerade kometer                                              |
| 443P/PANSTARRS-Christensen                               | Pan-STARRS - E. Christensen            | 8,40                     | 4,133              | 19,887              | 0,284         | 5,9                                     | JFC              | ✘        | NASA JPL Small-Body Database Browser on Lista över numrerade kometer                                              |
| 444P/WISE-PANSTARRS                                      | WISE - Pan-STARRS                      | 6,35                     | 3,428              | 22,125              | 0,570         | 16,6                                    | JFC              | ✘        | NASA JPL Small-Body Database Browser on Lista över numrerade kometer                                              |
| 445P/Lemon-PANSTARRS                                     | Lemon - Pan-STARRS                     | 8,18                     | 4,060              | 1,088               | 0,414         | 16,5                                    | JFC              | ✘        | NASA JPL Small-Body Database Browser on Lista över numrerade kometer                                              |
| 446P/McNaught                                            | R. H. McNaught                         | 9,78                     | 4,574              | 16,615              | 0,647         | 15,5                                    | JFC              | ✘        | NASA JPL Small-Body Database Browser on Lista över numrerade kometer                                              |
| 447P/Sheppard-Thoren                                     | Sheppard-Thoren                        | 13,58                    | 5,692              | 7,412               | 0,181         | 9,8                                     | JFC              | ✘        | NASA JPL Small-Body Database Browser on Lista över numrerade kometer                                              |
| 448P/PANSTARRS                                           | PanSTARRS                              | 6,91                     | 3,629              | 12,159              | 0,420         | 16,3                                    | JFC              | ✘        | NASA JPL Small-Body Database Browser on Lista över numrerade kometer                                              |
| Beteckning                                               | Upptäckare eller namne                 | Siderisk omloppstid (år) | Halv storaxel (AE) | Banlutning (grader) | Excentricitet | Bolometrisk eller absolut magnitud (M1) | Klass            | Jordnära | Ref. |

## Multiples

### 51P/Harrington
tillbaka till huvudlistan
Detta är en lista över 51P/Harrington{{{2}}} (3 poster) med alla dess kometfragment listade i JPL:s SBDB (see NASA JPL Small-Body Database Browser on list).
| Comet designation | Period (years) | a (AU) | i (°) | e     | JTiss | M1   | M2   | Diam.  | Ref                                                                  |
| ----------------- | -------------- | ------ | ----- | ----- | ----- | ---- | ---- | ------ | -------------------------------------------------------------------- |
| 51P/Harrington    | 7.16           | 3.714  | 5.424 | 0.542 | 2.814 | 11.8 | 15.1 | 4,8 km | NASA JPL Small-Body Database Browser on Lista över numrerade kometer |
| 51P/Harrington-A  | 6.78           | 3.581  | 8.655 | 0.562 | 2.810 | 10.  | 15.  | 4,8 km | NASA JPL Small-Body Database Browser on Lista över numrerade kometer |
| 51P/Harrington-D  | 7.16           | 3.714  | 5.425 | 0.542 | 2.814 | 8.6  | 14.7 | –      | NASA JPL Small-Body Database Browser on Lista över numrerade kometer |

### 57P/du Toit–Neujmin–Delporte
tillbaka till huvudlistan
Detta är en lista över 57P/du Toit–Neujmin–Delporte{{{2}}} (2 poster) med alla dess kometfragment listade på JPL:s SBDB (see NASA JPL Small-Body Database Browser on list).
| Comet designation             | Period (years) | a (AU) | i (°) | e     | JTiss | M1   | M2  | Diam. | Ref                                                                  |
| ----------------------------- | -------------- | ------ | ----- | ----- | ----- | ---- | --- | ----- | -------------------------------------------------------------------- |
| 57P/duToit-Neujmin-Delporte   | 6.42           | 3.453  | 2.848 | 0.499 | 2.917 | 13.9 | ?   | –     | NASA JPL Small-Body Database Browser on Lista över numrerade kometer |
| 57P/duToit-Neujmin-Delporte-A | 6.41           | 3.452  | 2.845 | 0.499 | 2.917 | 8.5  | 16. | –     | NASA JPL Small-Body Database Browser on Lista över numrerade kometer |

### 73P/Schwassmann–Wachmann
tillbaka till huvudlistan
1995 bröt kometen 73P/Schwassmann–Wachmann upp i flera delar och från och med dess sista periheliondatum var bitarna minst 67 med 73P/Schwassmann–Wachmann C som den förmodade ursprungliga kärnan. På grund av det enorma antalet har delarna av den sammanställts i en separat lista.
Detta är en lista över 73P/Schwassmann–Wachmann{{{2}}} (68 poster) med alla dess kometfragment listade på JPL:s SBDB (see NASA JPL Small-Body Database Browser on list).
| Comet designation             | Period (years) | a (AU) | i (°)  | e     | JTiss | M1   | M2   | Diam. | Ref                                                                  |
| ----------------------------- | -------------- | ------ | ------ | ----- | ----- | ---- | ---- | ----- | -------------------------------------------------------------------- |
| 73P/Schwassmann-Wachmann 3    | 5.44           | 3.092  | 11.237 | 0.686 | 2.784 | 12.  | 15.  | –     | NASA JPL Small-Body Database Browser on Lista över numrerade kometer |
| 73P/Schwassmann-Wachmann 3-B  | 5.36           | 3.062  | 11.397 | 0.693 | 2.783 | 15.2 | ?    | –     | NASA JPL Small-Body Database Browser on Lista över numrerade kometer |
| 73P/Schwassmann-Wachmann 3-C  | 5.36           | 3.063  | 11.379 | 0.692 | 2.784 | 13.2 | ?    | –     | NASA JPL Small-Body Database Browser on Lista över numrerade kometer |
| 73P/Schwassmann-Wachmann 3-E  | 5.36           | 3.062  | 11.406 | 0.694 | 2.782 | 10.4 | ?    | –     | NASA JPL Small-Body Database Browser on Lista över numrerade kometer |
| 73P/Schwassmann-Wachmann 3-G  | 5.36           | 3.063  | 11.390 | 0.693 | 2.783 | 16.8 | 18.0 | –     | NASA JPL Small-Body Database Browser on Lista över numrerade kometer |
| 73P/Schwassmann-Wachmann 3-H  | 5.37           | 3.065  | 11.391 | 0.694 | 2.782 | 20.2 | 21.7 | –     | NASA JPL Small-Body Database Browser on Lista över numrerade kometer |
| 73P/Schwassmann-Wachmann 3-J  | 5.31           | 3.044  | 11.380 | 0.692 | 2.793 | –    | –    | –     | NASA JPL Small-Body Database Browser on Lista över numrerade kometer |
| 73P/Schwassmann-Wachmann 3-K  | 5.36           | 3.064  | 11.391 | 0.694 | 2.782 | 20.9 | ?    | –     | NASA JPL Small-Body Database Browser on Lista över numrerade kometer |
| 73P/Schwassmann-Wachmann 3-L  | 5.40           | 3.076  | 11.399 | 0.695 | 2.776 | 20.9 | 21.7 | –     | NASA JPL Small-Body Database Browser on Lista över numrerade kometer |
| 73P/Schwassmann-Wachmann 3-M  | 5.37           | 3.068  | 11.394 | 0.694 | 2.780 | 21.0 | 21.8 | –     | NASA JPL Small-Body Database Browser on Lista över numrerade kometer |
| 73P/Schwassmann-Wachmann 3-N  | 5.33           | 3.052  | 11.381 | 0.692 | 2.788 | 20.4 | 21.2 | –     | NASA JPL Small-Body Database Browser on Lista över numrerade kometer |
| 73P/Schwassmann-Wachmann 3-P  | 5.42           | 3.085  | 11.405 | 0.696 | 2.771 | –    | –    | –     | NASA JPL Small-Body Database Browser on Lista över numrerade kometer |
| 73P/Schwassmann-Wachmann 3-Q  | 5.51           | 3.118  | 11.419 | 0.699 | 2.754 | 21.5 | ?    | –     | NASA JPL Small-Body Database Browser on Lista över numrerade kometer |
| 73P/Schwassmann-Wachmann 3-R  | 5.38           | 3.070  | 11.395 | 0.694 | 2.779 | 19.2 | 20.0 | –     | NASA JPL Small-Body Database Browser on Lista över numrerade kometer |
| 73P/Schwassmann-Wachmann 3-S  | 6.09           | 3.334  | 11.048 | 0.693 | 2.693 | 21.1 | ?    | –     | NASA JPL Small-Body Database Browser on Lista över numrerade kometer |
| 73P/Schwassmann-Wachmann 3-T  | 5.89           | 3.261  | 11.512 | 0.712 | 2.685 | –    | –    | –     | NASA JPL Small-Body Database Browser on Lista över numrerade kometer |
| 73P/Schwassmann-Wachmann 3-U  | 5.26           | 3.024  | 11.360 | 0.689 | 2.803 | –    | –    | –     | NASA JPL Small-Body Database Browser on Lista över numrerade kometer |
| 73P/Schwassmann-Wachmann 3-V  | 5.13           | 2.976  | 11.652 | 0.693 | 2.816 | –    | –    | –     | NASA JPL Small-Body Database Browser on Lista över numrerade kometer |
| 73P/Schwassmann-Wachmann 3-W  | 5.47           | 3.105  | 11.418 | 0.698 | 2.761 | –    | –    | –     | NASA JPL Small-Body Database Browser on Lista över numrerade kometer |
| 73P/Schwassmann-Wachmann 3-X  | 5.40           | 3.076  | 11.399 | 0.695 | 2.776 | 21.7 | ?    | –     | NASA JPL Small-Body Database Browser on Lista över numrerade kometer |
| 73P/Schwassmann-Wachmann 3-Y  | 6.13           | 3.348  | 11.562 | 0.720 | 2.646 | –    | –    | –     | NASA JPL Small-Body Database Browser on Lista över numrerade kometer |
| 73P/Schwassmann-Wachmann 3-Z  | 5.38           | 3.072  | 11.349 | 0.693 | 2.779 | –    | –    | –     | NASA JPL Small-Body Database Browser on Lista över numrerade kometer |
| 73P/Schwassmann-Wachmann 3-AA | 5.04           | 2.941  | 11.295 | 0.681 | 2.849 | –    | –    | –     | NASA JPL Small-Body Database Browser on Lista över numrerade kometer |
| 73P/Schwassmann-Wachmann 3-AB | 5.31           | 3.042  | 11.373 | 0.691 | 2.794 | –    | –    | –     | NASA JPL Small-Body Database Browser on Lista över numrerade kometer |
| 73P/Schwassmann-Wachmann 3-AC | 5.41           | 3.083  | 11.405 | 0.695 | 2.772 | –    | –    | –     | NASA JPL Small-Body Database Browser on Lista över numrerade kometer |
| 73P/Schwassmann-Wachmann 3-AD | 5.37           | 3.068  | 11.368 | 0.693 | 2.781 | –    | –    | –     | NASA JPL Small-Body Database Browser on Lista över numrerade kometer |
| 73P/Schwassmann-Wachmann 3-AE | 5.45           | 3.096  | 11.415 | 0.697 | 2.765 | –    | –    | –     | NASA JPL Small-Body Database Browser on Lista över numrerade kometer |
| 73P/Schwassmann-Wachmann 3-AF | 4.96           | 2.908  | 11.240 | 0.676 | 2.870 | –    | –    | –     | NASA JPL Small-Body Database Browser on Lista över numrerade kometer |
| 73P/Schwassmann-Wachmann 3-AG | 5.42           | 3.087  | 11.408 | 0.696 | 2.770 | –    | –    | –     | NASA JPL Small-Body Database Browser on Lista över numrerade kometer |
| 73P/Schwassmann-Wachmann 3-AH | 5.39           | 3.075  | 11.331 | 0.693 | 2.778 | –    | –    | –     | NASA JPL Small-Body Database Browser on Lista över numrerade kometer |
| 73P/Schwassmann-Wachmann 3-AI | 5.49           | 3.111  | 11.431 | 0.698 | 2.757 | 21.3 | ?    | –     | NASA JPL Small-Body Database Browser on Lista över numrerade kometer |
| 73P/Schwassmann-Wachmann 3-AJ | 10.14          | 4.685  | 12.149 | 0.800 | 2.223 | 21.3 | ?    | –     | NASA JPL Small-Body Database Browser on Lista över numrerade kometer |
| 73P/Schwassmann-Wachmann 3-AK | 5.35           | 3.058  | 11.429 | 0.693 | 2.784 | 18.8 | ?    | –     | NASA JPL Small-Body Database Browser on Lista över numrerade kometer |
| 73P/Schwassmann-Wachmann 3-AL | 5.53           | 3.128  | 11.444 | 0.700 | 2.749 | –    | –    | –     | NASA JPL Small-Body Database Browser on Lista över numrerade kometer |
| 73P/Schwassmann-Wachmann 3-AM | 5.29           | 3.036  | 11.544 | 0.693 | 2.793 | –    | –    | –     | NASA JPL Small-Body Database Browser on Lista över numrerade kometer |
| 73P/Schwassmann-Wachmann 3-AN | 5.40           | 3.076  | 11.405 | 0.695 | 2.776 | –    | –    | –     | NASA JPL Small-Body Database Browser on Lista över numrerade kometer |
| 73P/Schwassmann-Wachmann 3-AO | 5.38           | 3.072  | 11.326 | 0.694 | 2.779 | –    | –    | –     | NASA JPL Small-Body Database Browser on Lista över numrerade kometer |
| 73P/Schwassmann-Wachmann 3-AP | 5.58           | 3.144  | 11.466 | 0.701 | 2.741 | 20.3 | 21.2 | –     | NASA JPL Small-Body Database Browser on Lista över numrerade kometer |
| 73P/Schwassmann-Wachmann 3-AQ | 5.43           | 3.088  | 11.414 | 0.696 | 2.770 | 17.5 | 18.5 | –     | NASA JPL Small-Body Database Browser on Lista över numrerade kometer |
| 73P/Schwassmann-Wachmann 3-AR | 5.43           | 3.087  | 11.407 | 0.696 | 2.770 | 21.8 | ?    | –     | NASA JPL Small-Body Database Browser on Lista över numrerade kometer |
| 73P/Schwassmann-Wachmann 3-AS | 5.56           | 3.140  | 11.461 | 0.701 | 2.743 | 20.3 | 22.3 | –     | NASA JPL Small-Body Database Browser on Lista över numrerade kometer |
| 73P/Schwassmann-Wachmann 3-AT | 5.20           | 3.001  | 11.335 | 0.687 | 2.816 | 21.0 | ?    | –     | NASA JPL Small-Body Database Browser on Lista över numrerade kometer |
| 73P/Schwassmann-Wachmann 3-AU | 5.35           | 3.058  | 11.382 | 0.693 | 2.785 | –    | –    | –     | NASA JPL Small-Body Database Browser on Lista över numrerade kometer |
| 73P/Schwassmann-Wachmann 3-AV | 5.36           | 3.062  | 11.395 | 0.693 | 2.783 | –    | –    | –     | NASA JPL Small-Body Database Browser on Lista över numrerade kometer |
| 73P/Schwassmann-Wachmann 3-AW | 4.97           | 2.914  | 11.240 | 0.677 | 2.866 | –    | –    | –     | NASA JPL Small-Body Database Browser on Lista över numrerade kometer |
| 73P/Schwassmann-Wachmann 3-AX | 5.33           | 3.050  | 11.428 | 0.692 | 2.789 | –    | –    | –     | NASA JPL Small-Body Database Browser on Lista över numrerade kometer |
| 73P/Schwassmann-Wachmann 3-AY | 4.92           | 2.894  | 11.226 | 0.675 | 2.877 | –    | –    | –     | NASA JPL Small-Body Database Browser on Lista över numrerade kometer |
| 73P/Schwassmann-Wachmann 3-AZ | 4.92           | 2.894  | 11.221 | 0.675 | 2.877 | –    | –    | –     | NASA JPL Small-Body Database Browser on Lista över numrerade kometer |
| 73P/Schwassmann-Wachmann 3-BA | 5.09           | 2.961  | 11.271 | 0.682 | 2.839 | –    | –    | –     | NASA JPL Small-Body Database Browser on Lista över numrerade kometer |
| 73P/Schwassmann-Wachmann 3-BB | 5.11           | 2.968  | 11.190 | 0.682 | 2.836 | –    | –    | –     | NASA JPL Small-Body Database Browser on Lista över numrerade kometer |
| 73P/Schwassmann-Wachmann 3-BC | 5.55           | 3.134  | 11.459 | 0.700 | 2.746 | 19.8 | 20.1 | –     | NASA JPL Small-Body Database Browser on Lista över numrerade kometer |
| 73P/Schwassmann-Wachmann 3-BD | 5.14           | 2.979  | 10.975 | 0.682 | 2.832 | –    | –    | –     | NASA JPL Small-Body Database Browser on Lista över numrerade kometer |
| 73P/Schwassmann-Wachmann 3-BE | 5.09           | 2.958  | 11.317 | 0.682 | 2.840 | –    | –    | –     | NASA JPL Small-Body Database Browser on Lista över numrerade kometer |
| 73P/Schwassmann-Wachmann 3-BF | 5.17           | 2.989  | 11.322 | 0.686 | 2.823 | –    | –    | –     | NASA JPL Small-Body Database Browser on Lista över numrerade kometer |
| 73P/Schwassmann-Wachmann 3-BG | 5.14           | 2.980  | 11.325 | 0.685 | 2.828 | –    | –    | –     | NASA JPL Small-Body Database Browser on Lista över numrerade kometer |
| 73P/Schwassmann-Wachmann 3-BH | 5.09           | 2.959  | 11.289 | 0.682 | 2.839 | –    | –    | –     | NASA JPL Small-Body Database Browser on Lista över numrerade kometer |
| 73P/Schwassmann-Wachmann 3-BI | 5.09           | 2.960  | 11.300 | 0.682 | 2.839 | –    | –    | –     | NASA JPL Small-Body Database Browser on Lista över numrerade kometer |
| 73P/Schwassmann-Wachmann 3-BJ | 5.30           | 3.041  | 11.370 | 0.691 | 2.795 | –    | –    | –     | NASA JPL Small-Body Database Browser on Lista över numrerade kometer |
| 73P/Schwassmann-Wachmann 3-BK | 5.31           | 3.045  | 11.371 | 0.692 | 2.792 | 23.7 | ?    | –     | NASA JPL Small-Body Database Browser on Lista över numrerade kometer |
| 73P/Schwassmann-Wachmann 3-BL | 5.44           | 3.091  | 11.409 | 0.696 | 2.768 | 22.4 | ?    | –     | NASA JPL Small-Body Database Browser on Lista över numrerade kometer |
| 73P/Schwassmann-Wachmann 3-BM | 5.09           | 2.959  | 11.294 | 0.682 | 2.839 | –    | –    | –     | NASA JPL Small-Body Database Browser on Lista över numrerade kometer |
| 73P/Schwassmann-Wachmann 3-BN | 5.32           | 3.047  | 11.377 | 0.692 | 2.791 | 21.3 | 22.0 | –     | NASA JPL Small-Body Database Browser on Lista över numrerade kometer |
| 73P/Schwassmann-Wachmann 3-BO | 5.32           | 3.048  | 11.376 | 0.692 | 2.791 | 22.9 | 24.5 | –     | NASA JPL Small-Body Database Browser on Lista över numrerade kometer |
| 73P/Schwassmann-Wachmann 3-BP | 5.09           | 2.960  | 11.291 | 0.682 | 2.839 | –    | –    | –     | NASA JPL Small-Body Database Browser on Lista över numrerade kometer |
| 73P/Schwassmann-Wachmann 3-BQ | 5.34           | 3.054  | 11.388 | 0.692 | 2.788 | 20.8 | 23.4 | –     | NASA JPL Small-Body Database Browser on Lista över numrerade kometer |
| 73P/Schwassmann-Wachmann 3-BR | 5.16           | 2.984  | 11.319 | 0.685 | 2.825 | –    | –    | –     | NASA JPL Small-Body Database Browser on Lista över numrerade kometer |
| 73P/Schwassmann-Wachmann 3-BS | 5.50           | 3.115  | 11.444 | 0.699 | 2.756 | –    | –    | –     | NASA JPL Small-Body Database Browser on Lista över numrerade kometer |
| 73P/Schwassmann-Wachmann 3-BT | 5.44           | 3.092  | 11.238 | 0.686 | 2.784 | 13.3 | ?    | –     | NASA JPL Small-Body Database Browser on Lista över numrerade kometer |

### 101P/Chernykh
tillbaka till huvudlistan
Detta är en lista över 101P/Chernykh{{{2}}} (2 poster) med alla dess kometfragment listade på JPL:s SBDB (see NASA JPL Small-Body Database Browser on list).
| Comet designation | Period (years) | a (AU) | i (°) | e     | JTiss | M1   | M2   | Diam.  | Ref                                                                  |
| ----------------- | -------------- | ------ | ----- | ----- | ----- | ---- | ---- | ------ | -------------------------------------------------------------------- |
| 101P/Chernykh     | 13.91          | 5.785  | 5.080 | 0.594 | 2.590 | 11.7 | 14.0 | 5,6 km | NASA JPL Small-Body Database Browser on Lista över numrerade kometer |
| 101P/Chernykh-B   | 13.97          | 5.800  | 5.078 | 0.595 | 2.588 | 13.0 | ?    | –      | NASA JPL Small-Body Database Browser on Lista över numrerade kometer |

### 128P/Shoemaker–Holt
tillbaka till huvudlistan
Detta är en lista över 128P/Shoemaker–Holt{{{2}}} (3 poster) med alla dess kometfragment listade på JPL:s SBDB (see NASA JPL Small-Body Database Browser on list).
| Comet designation       | Period (years) | a (AU) | i (°) | e     | JTiss | M1  | M2   | Diam.  | Ref                                                                  |
| ----------------------- | -------------- | ------ | ----- | ----- | ----- | --- | ---- | ------ | -------------------------------------------------------------------- |
| 128P/Shoemaker-Holt 1   | 9.56           | 4.505  | 4.363 | 0.322 | 2.912 | 7.0 | 14.2 | –      | NASA JPL Small-Body Database Browser on Lista över numrerade kometer |
| 128P/Shoemaker-Holt 1-A | 9.73           | 4.557  | 4.354 | 0.334 | 2.901 | 8.5 | 14.  | –      | NASA JPL Small-Body Database Browser on Lista över numrerade kometer |
| 128P/Shoemaker-Holt 1-B | 9.51           | 4.489  | 4.362 | 0.321 | 2.913 | 5.6 | 16.7 | 4,6 km | NASA JPL Small-Body Database Browser on Lista över numrerade kometer |

### 141P/Machholz
tillbaka till huvudlistan
Detta är en lista över 141P/Machholz{{{2}}} (3 poster) med alla dess kometfragment listade på JPL:s SBDB (see NASA JPL Small-Body Database Browser on list) and CBAT.
| Comet designation                     | Period (years) | a (AU) | i (°)  | e     | JTiss | M1   | M2   | Diam. | Ref                                                                  |
| ------------------------------------- | -------------- | ------ | ------ | ----- | ----- | ---- | ---- | ----- | -------------------------------------------------------------------- |
| 141P/Machholz 2 (141P/Machholz 2-A)   | 5.34           | 3.056  | 13.942 | 0.736 | –     | 14.7 | 19.0 | –     | NASA JPL Small-Body Database Browser on Lista över numrerade kometer |
| 141P/Machholz 2-B (141P/Machholz 2-H) | 5.34           | 3.056  | 13.950 | 0.736 | –     | –    | 20.3 | –     | [ 4 ]                                                                |
| 141P/Machholz 2-C                     | 5.35           | 3.058  | 13.879 | 0.736 | –     | –    | –    | –     | [ 4 ]                                                                |
| 141P/Machholz 2-D                     | 5.34           | 3.056  | 13.943 | 0.736 | –     | 12.5 | 19.6 | –     | NASA JPL Small-Body Database Browser on Lista över numrerade kometer |
| 141P/Machholz 2-E                     | 4.91           | 2.888  | 12.979 | 0.738 | –     | –    | –    | –     | [ 4 ]                                                                |
| 141P/Machholz 2-F (fragment of D)     | 5.35           | 3.060  | 13.801 | 0.736 | –     | –    | –    | –     | [ 5 ]                                                                |
| 141P/Machholz 2-G (fragment of D)     | 5.50           | 3.117  | 12.832 | 0.753 | –     | –    | –    | –     | [ 5 ]                                                                |

### 205P/Giacobini
tillbaka till huvudlistan
Detta är en lista över 205P/Giacobini{{{2}}} (4 poster) med alla dess kometfragment listade på JPL:s SBDB (see NASA JPL Small-Body Database Browser on list).
| Comet designation | Period (years) | a (AU) | i (°)  | e     | JTiss | M1   | M2   | Diam. | Ref                                                                  |
| ----------------- | -------------- | ------ | ------ | ----- | ----- | ---- | ---- | ----- | -------------------------------------------------------------------- |
| 205P/Giacobini    | 6.68           | 3.548  | 15.286 | 0.567 | 2.779 | 13.0 | ?    | –     | NASA JPL Small-Body Database Browser on Lista över numrerade kometer |
| 205P/Giacobini-A  | 6.66           | 3.539  | 15.305 | 0.569 | 2.779 | 12.0 | 15.7 | –     | NASA JPL Small-Body Database Browser on Lista över numrerade kometer |
| 205P/Giacobini-B  | 6.84           | 3.603  | 15.405 | 0.575 | 2.756 | 18.5 | ?    | –     | NASA JPL Small-Body Database Browser on Lista över numrerade kometer |
| 205P/Giacobini-C  | 6.66           | 3.540  | 15.309 | 0.569 | 2.779 | –    | –    | –     | NASA JPL Small-Body Database Browser on Lista över numrerade kometer |

### 213P/Van Ness
tillbaka till huvudlistan
Detta är en lista över 213P/Van Ness{{{2}}} (2 poster) med alla dess kometfragment listade på JPL:s SBDB (see NASA JPL Small-Body Database Browser on list).
| Comet designation | Period (years) | a (AU) | i (°)  | e     | JTiss | M1   | M2   | Diam. | Ref                                                                  |
| ----------------- | -------------- | ------ | ------ | ----- | ----- | ---- | ---- | ----- | -------------------------------------------------------------------- |
| 213P/Van Ness     | 6.34           | 3.426  | 10.266 | 0.382 | 2.994 | 11.0 | 14.1 | –     | NASA JPL Small-Body Database Browser on Lista över numrerade kometer |
| 213P/Van Ness-B   | 6.33           | 3.422  | 10.240 | 0.380 | 2.997 | 7.3  | 18.2 | –     | NASA JPL Small-Body Database Browser on Lista över numrerade kometer |

### 332P/Ikeya–Murakami
tillbaka till huvudlistan
Detta är en lista över 332P/Ikeya–Murakami{{{2}}} (10 poster) med alla dess kometfragment listade på JPL:s SBDB (see NASA JPL Small-Body Database Browser on list).
| Comet designation     | Period (years) | a (AU) | i (°) | e     | JTiss | M1   | M2   | Diam. | Ref                                                                  |
| --------------------- | -------------- | ------ | ----- | ----- | ----- | ---- | ---- | ----- | -------------------------------------------------------------------- |
| 332P/Ikeya-Murakami   | 5.42           | 3.087  | 9.378 | 0.489 | 3.012 | 5.2  | 12.5 | –     | NASA JPL Small-Body Database Browser on Lista över numrerade kometer |
| 332P/Ikeya-Murakami-A | 5.42           | 3.086  | 9.387 | 0.490 | 3.010 | 16.9 | 19.3 | –     | NASA JPL Small-Body Database Browser on Lista över numrerade kometer |
| 332P/Ikeya-Murakami-B | 5.41           | 3.083  | 9.382 | 0.490 | 3.012 | 16.5 | 20.8 | –     | NASA JPL Small-Body Database Browser on Lista över numrerade kometer |
| 332P/Ikeya-Murakami-C | 5.42           | 3.086  | 9.386 | 0.490 | 3.010 | 5.2  | 12.5 | –     | NASA JPL Small-Body Database Browser on Lista över numrerade kometer |
| 332P/Ikeya-Murakami-D | 5.41           | 3.083  | 9.379 | 0.490 | 3.011 | 19.5 | ?    | –     | NASA JPL Small-Body Database Browser on Lista över numrerade kometer |
| 332P/Ikeya-Murakami-E | 5.43           | 3.088  | 9.388 | 0.491 | 3.010 | ?    | 22.5 | –     | NASA JPL Small-Body Database Browser on Lista över numrerade kometer |
| 332P/Ikeya-Murakami-F | 5.61           | 3.158  | 9.519 | 0.499 | 2.980 | ?    | 22.1 | –     | NASA JPL Small-Body Database Browser on Lista över numrerade kometer |
| 332P/Ikeya-Murakami-G | 5.36           | 3.063  | 9.273 | 0.494 | 3.016 | 20.6 | ?    | –     | NASA JPL Small-Body Database Browser on Lista över numrerade kometer |
| 332P/Ikeya-Murakami-H | 5.42           | 3.087  | 9.387 | 0.490 | 3.010 | 18.9 | ?    | –     | NASA JPL Small-Body Database Browser on Lista över numrerade kometer |
| 332P/Ikeya-Murakami-I | 5.41           | 3.083  | 9.380 | 0.490 | 3.012 | ?    | 21.7 | –     | NASA JPL Small-Body Database Browser on Lista över numrerade kometer |